# Nordseekanal
Der Nordseekanal (niederländisch Noordzeekanaal) ist ein 21 Kilometer langer Kanal für Seeschiffe in den Niederlanden. Er verbindet in der Provinz Nordholland den Hafen von Amsterdam in westlicher Richtung mit der Nordsee bei IJmuiden. Östlich des Seehafens von Amsterdam geht der Kanal in das Binnen-IJ über, das über sieben Kilometer bis nach Schellingwoude an das Markermeer nordöstlich von Amsterdam reicht und damit die Verbindung zum IJsselmeer herstellt. Für Binnenschiffe steht das Binnen-IJ in direkter Verbindung zum Amsterdam-Rhein-Kanal, der rund 72 Kilometer in Richtung Süden führt und bei Tiel die Waal und damit das Flussgebiet des Rheins erreicht.
Der Wasserstand im gesamten Kanalsystem wird bei 40 Zentimeter unter NAP (NAP = Normaal Amsterdam Peil) gehalten. Dazu sind an allen Enden des Systems Schleusen angeordnet. Verantwortlich für den Betrieb und die Unterhaltung des gesamten Kanals ist Rijkswaterstaat, die ausführende Behörde des niederländischen Ministeriums für Infrastruktur und Umwelt zum Bau und Unterhalt von Straßen und Wasserwegen.

## Kanalverlauf

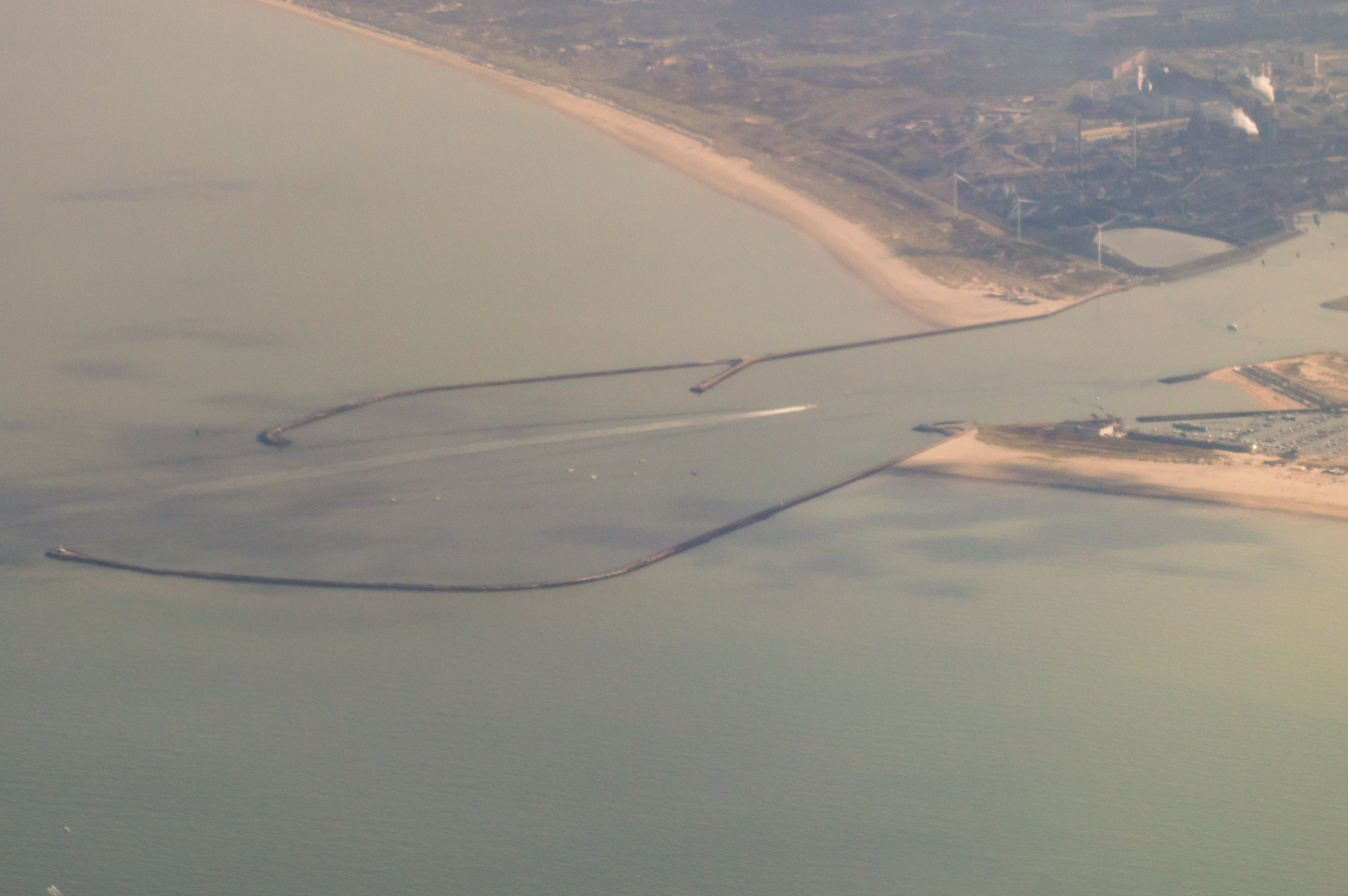
Hafenmolen am Ende vom IJgeul

Für Schiffe mit großem Tiefgang beginnt die Zufahrt zum Nordseekanal genau genommen schon in der Nordsee. Da der Küstenbereich in der Nordsee vor IJmuiden keine ausreichende Tiefe für große Seeschiffe aufweist, wurde eine Fahrrinne (geul) mit Namen IJgeul ausgebaggert, die 2019 eine Tiefe von 21 Meter aufwies. Das 1982 eröffnete Fahrwasser mit 450 bis 600 Meter Breite ist 43 Kilometer lang und reicht von den Tiefwasserwegen und dem Verkehrstrennungsgebiet der Nordsee bis an die Küste und vor die Hafenmolen von IJmuiden. Dadurch können Schiffe mit einem maximalen Tiefgang von 17,8 Metern seit 2006 den Hafen von IJmuiden anlaufen. Die letzten 23 Kilometer im IJgeul werden durch die Leuchtfeuerlinie der beiden Leuchttürme von IJmuiden markiert. Grundsätzlich müssen Schiffe mit einem Tiefgang über 14,10 Metern im IJgeul fahren.
Am Kanal neben dem kleinen Leuchtturm von IJmuiden befindet sich das Hafenbetriebszentrum (Haven Operatie Centrum HOC) mit der Verkehrszentrale (Vessel Traffic Service) zur Schiffslenkung im IJgeul und im Nordseekanal. Daneben ist dort auch die Einsatzzentrale von Nederlands Loodswezen für die Region Amsterdam-IJmond. Die Lotsen werden zu und von den Schiffen durch Lotsenboote versetzt, die am Kopf der ersten Schleuseninsel ihren Standort haben.
Mit Passieren der beiden Molenfeuer an der Hafeneinfahrt beginnt der Vorhafen von IJmuiden. Die beiden Molen wurden in den 1960er Jahren verlängert auf 2.500 (Nord) bzw. 3.000 Meter Länge (Süd) und haben seitdem einen asymmetrischen Grundriss in Halbrundform. Sie geben eine Einfahrtsöffnung von 750 Meter Breite frei. Südlich und damit hinter der alten Südmole liegt heute der Yachthafen Seaport Marina IJmuiden, einer der wenigen Jachthäfen in den Niederlanden, die einen direkten Zugang zur Nordsee besitzen. Diesem folgen in Richtung Osten die Hafenbecken IJmondhaven, Haringhaven und der Vissershaven. Inmitten des Einfahrtsbereichs (Havenmond) liegt das Forteiland mit der Festung IJmuiden, das von den beiden Zufahrtskanälen zu den Schleusen umgeben ist. Der nördliche Kanal (Noorder Buitenkanaal) ist gleichzeitig die Zufahrt zum Averijhaven (dt. Havariehafen) und dem Hoogovenhaven, an dem das Stahlwerk Hoogovens mit den zwei Hochöfen liegt. Nur dieser Zufahrtskanal hat ausreichende Tiefe für Schiffe mit maximalem Tiefgang. Da der maximale Tiefgang für den Nordseekanal 'nur' 13,75 Meter (in Salzwasser) beträgt, müssen Schiffe mit zu viel Tiefgang vor der Einfahrt in die Schleusen an den IJ-Dalben geleichtert werden. Dies soll zukünftig im Havariehafen erfolgen.
Hinter dem Havenmond schließt sich in östlicher Richtung die große Schleusenanlage an, durch die der Nordseekanal vom Tidegeschehen der Nordsee entkoppelt wird. Über eine Länge von 1500 Metern liegen gestaffelt hintereinander fünf Schleusen für die Schifffahrt und ein Entwässerungskanal (Spuikanaal). Südlich der Schleusenanlage erstreckt sich die Innenstadt von IJmuiden.
Details siehe: Schleusenanlage
Die Kilometrierung der Wasserstraße beginnt hinter den beiden ältesten Schleusen am Südufer des Kanals. Entlang der Kanaltrasse zweigen insgesamt 10 Seitenkanäle ab und erschließen bzw. entwässern das Hinterland. Die anfangs errichteten zwei Eisenbahnbrücken über den Kanal (Velserspoorbrug und Hembrug) wurden durch Tunnel ersetzt. Bei km 11,5 wird mit dem Afrikahafen das westliche Hafengebiet von Amsterdam erreicht. Über eine Länge von 10 Kilometern erstrecken sich in der Folge südlich der Kanaltrasse weitere Hafenbecken, die noch mit dem maximal möglichen Tiefgang erreicht werden können. Direkt hinter dem Coentunnel der Autobahn A10 endet der Nordseekanal am Mercuriushafen, dem letzten Becken des Seehafens von Amsterdam.
Der restliche Teil der Kanaltrasse wird als Binnen-IJ bezeichnet und weist noch eine Wassertiefe von 11 Metern auf. Hier liegt östlich des Amsterdamer Hauptbahnhofs (Amsterdam Centraal) das Passenger Terminal Amsterdam, an dem die Kreuzfahrtschiffe festmachen. Nach sieben Kilometern endet das Binnen-IJ an den Oranjesluizen bei Schellingwoude. Dahinter beginnt das Außen-IJ als Teil des Markermeers, über das die Binnenschiffe ins IJsselmeer und zum niederländischen Wattenmeer gelangen. Vor den Schleusen zweigt in Richtung Süden der Amsterdam-Rhein-Kanal ab.
Im Nordseekanal gelten für die Schiffe Beschränkungen der Geschwindigkeiten in Abhängigkeit von ihrem Tiefgang:
- Tiefgang unter 4 Meter: 18 km/h (9,7 Knoten)
- Tiefgang von 4 bis 8 Meter: 14 km/h (7,5 Knoten)
- Tiefgang über 8 Meter: 12 km/h (6,5 Knoten)

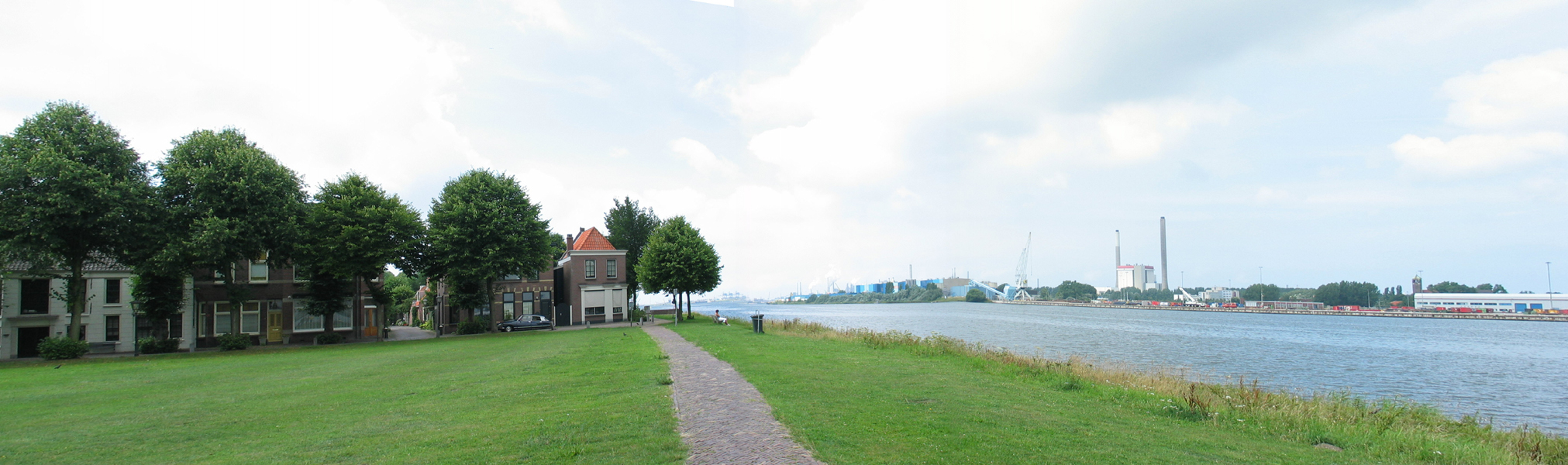
Nordseekanal bei Velsen Süd
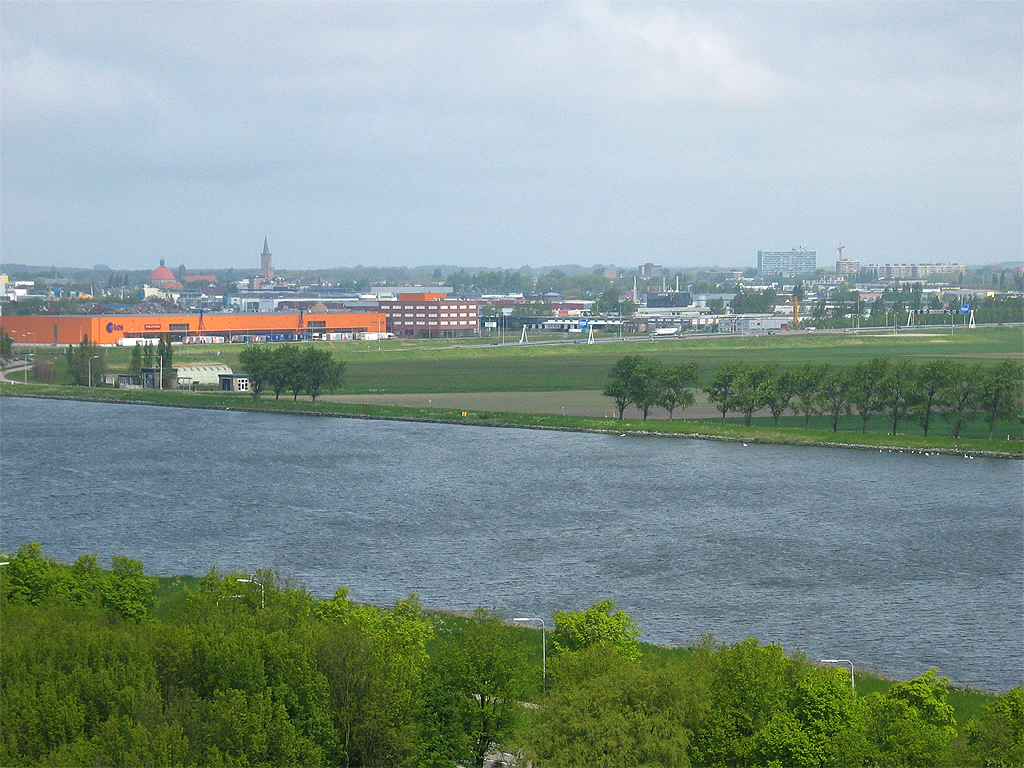
Beverwijk
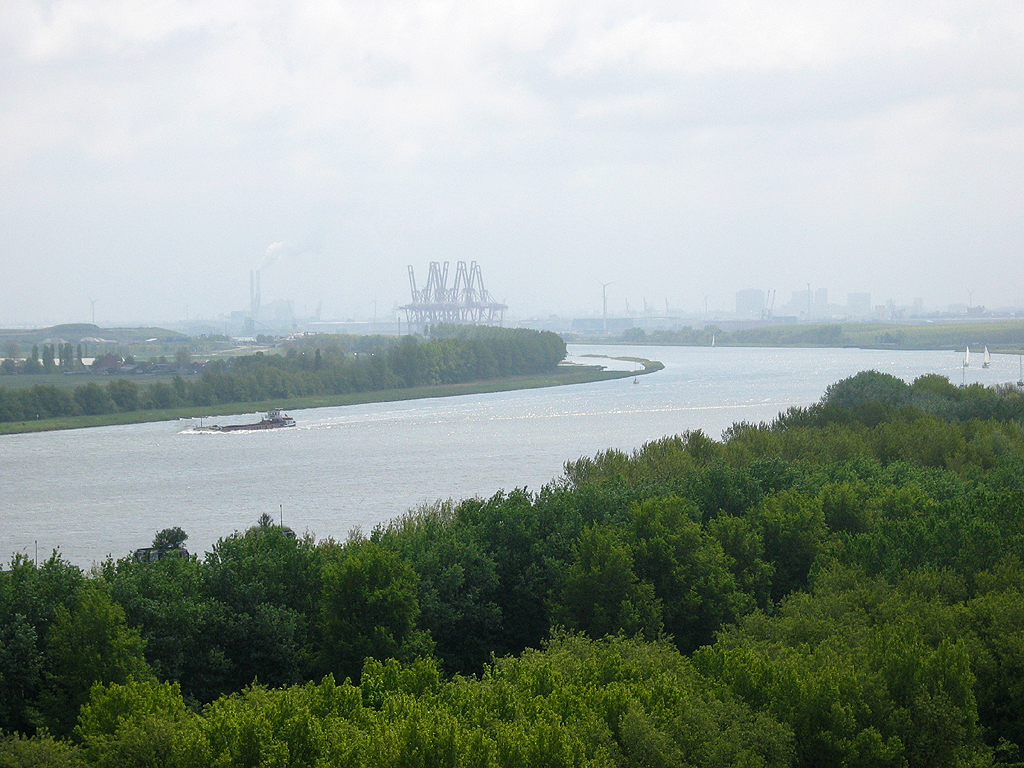
Hafen Amsterdam im Hintergrund
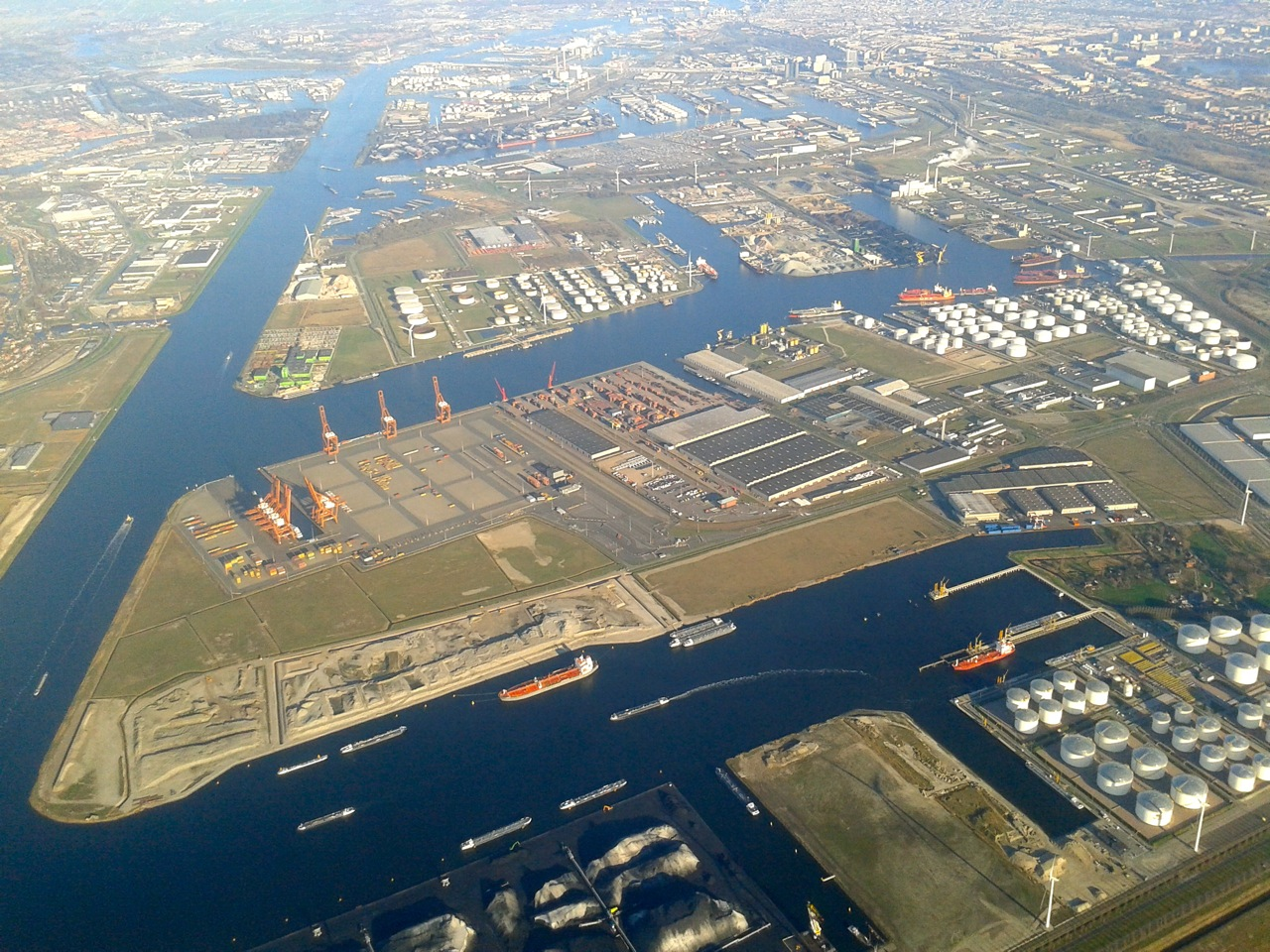
Westliches Hafengebiet Amsterdam

## Errichtung des Kanals

### Entstehungsgeschichte

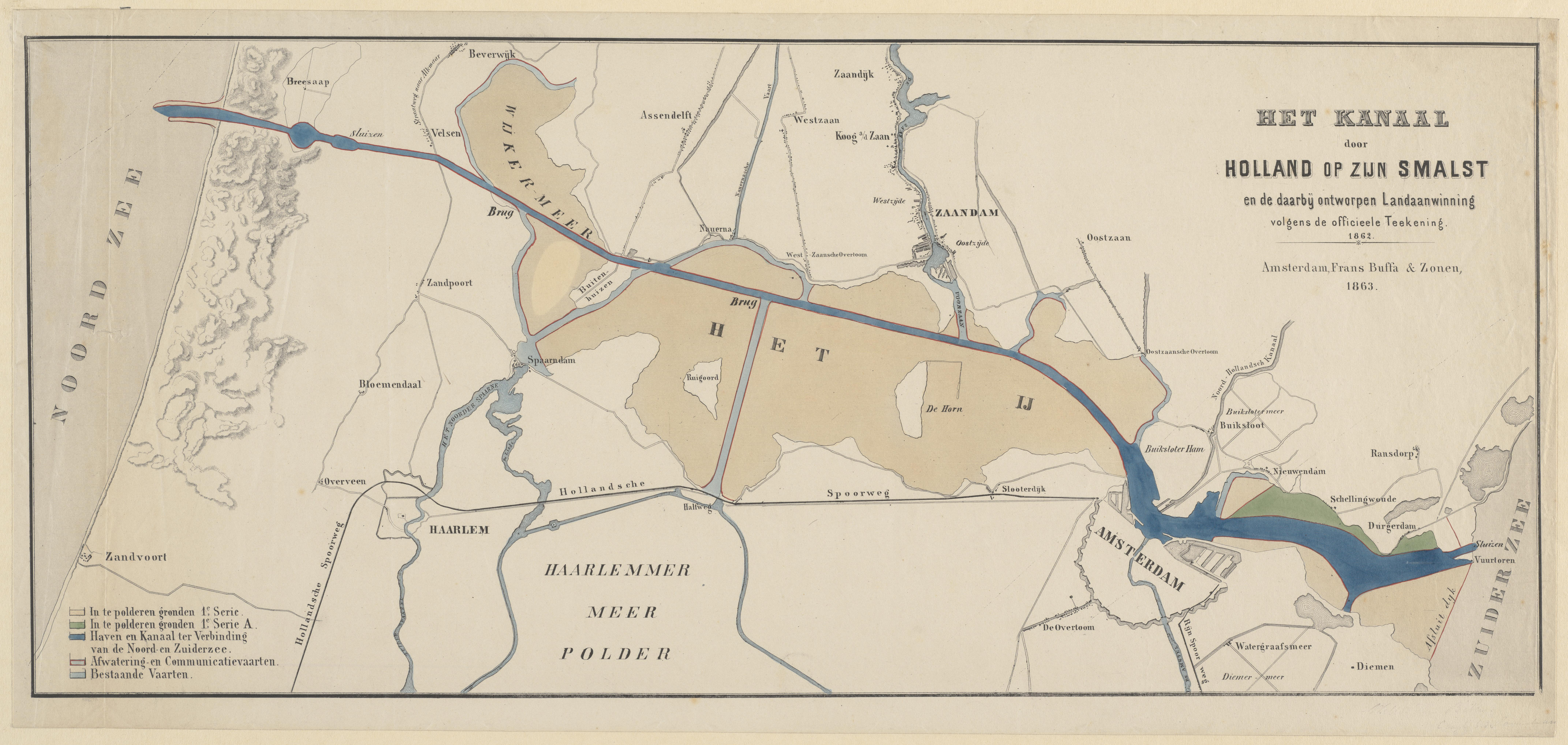
Zeichnung über den Verlauf des Nordseekanals 1863

Amsterdam liegt am Südende der ehemaligen Nordseebucht Zuiderzee an der Mündung der Amstel in die IJ-Bucht, einem Nebenarm der Zuiderzee. Sein Hafen mit den Werften lag seit dem 16. Jahrhundert an der Ostseite der alten Innenstadt. Die einzige Zufahrt von der Nordsee zum Hafen von Amsterdam führte durch die Zuiderzee, dem heutigen IJsselmeer. Doch im Laufe der Jahre versandete diese Zufahrt immer mehr, sodass man über andere Möglichkeiten nachdachte. Dies führte im Auftrag von König Wilhelm I. zum Bau des 80 Kilometer langen Nordhollandkanals, der seit 1824 Amsterdam mit der Küstenstadt und dem Marinehafen Den Helder im Norden verbindet. Doch der Kanal mit zehn Meter Sohlbreite und einer Wassertiefe von sechs bis sieben Metern wurde recht schnell zu klein für die immer größer werdenden Schiffe und den angewachsenen Schiffsverkehr. Daher musste erneut nach einer Alternative gesucht werden.
Die Stadtverwaltung von Amsterdam bevorzugte eine möglichst kurze Kanaltrasse direkt zur Nordsee über das IJ, das in der Mitte des 19. Jahrhunderts im Westen mit dem Wijkermeer bis an die Dünen von Velsen reichte. Dort war zu der Zeit die engste Stelle von Nordholland mit nur sieben Kilometer Breite, die für einen Kanalbau durchbrochen werden musste. Lange Zeit scheute man diese Möglichkeit, da man bei einer Schwächung dieser Stelle die Gefahr sah, dass bei einem Durchbruch der Nordsee das halbe Land überflutet würde. Doch im Jahr 1863 erteilte der König per Dekret eine Konzession an die Firma De Amsterdamsche Kanaal Maatschappij (AMK) zum Bau des Nordseekanals mit Durchbruch an den Velser Duinen. Hintergrund war auch die Absicht des Königs die Arbeitslosigkeit zu bekämpfen. Jedoch fand sich keine niederländische Firma für die vorgesehenen Arbeiten und es musste die englische Firma Henry Lee & Son mit Erfahrungen beim Bau von Häfen beauftragt werden.

### Bau und erste Betriebsjahre

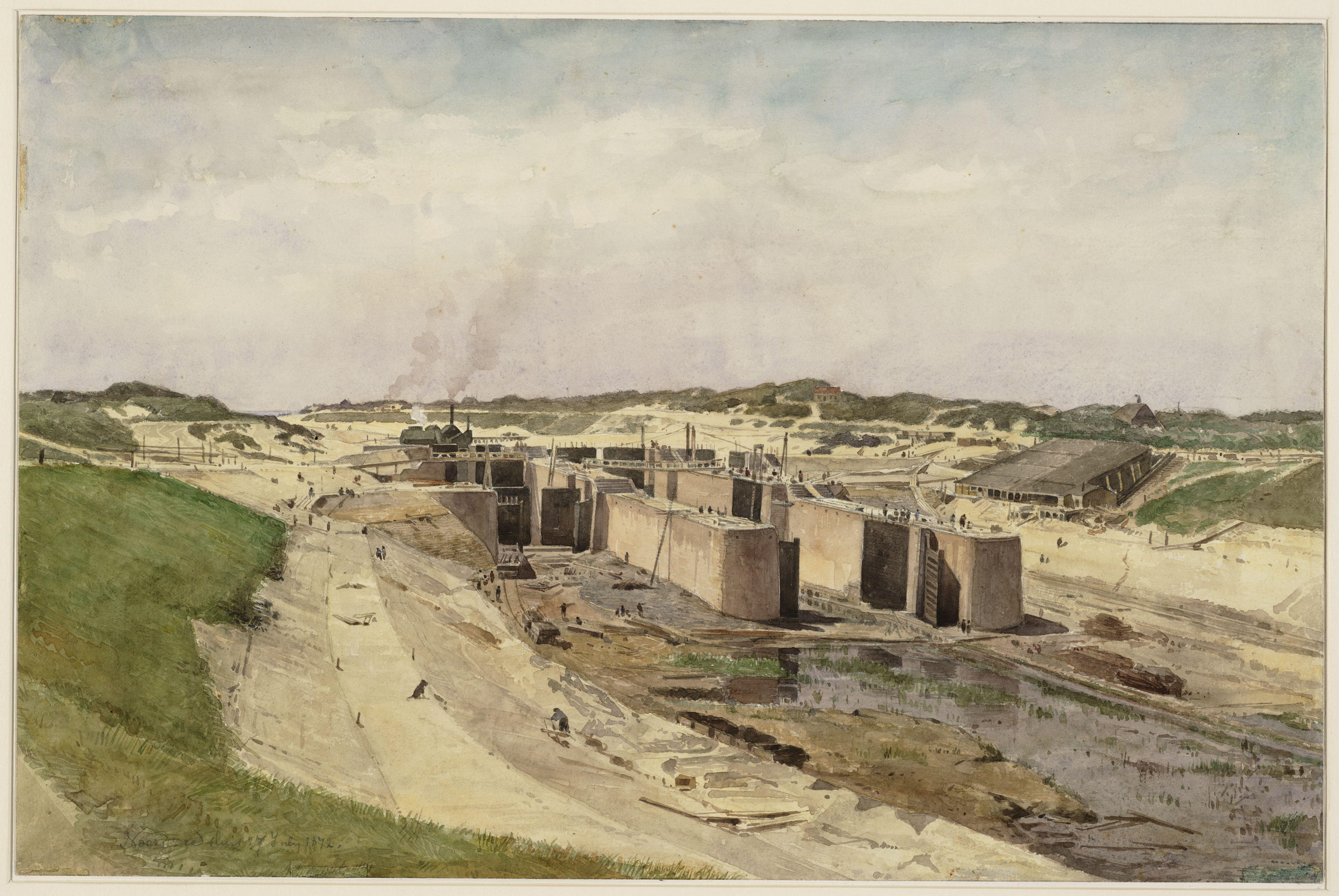
Die ersten Schleusen im Bau – Aquarell von Johan Conrad Greive jr

Die Bauarbeiten begannen 1865. Zur Ausbildung der Kanaltrasse wurde das IJ eingepoldert und mit Deichen von insgesamt 17 Kilometern Länge versehen. Die beidseitigen Polderflächen von 5.500 Hektar (55 km²) wurden verkauft und für die Finanzierung des Kanalbaus verwendet. Auch wenn es schon dampfgetriebene Bagger gab, musste der Durchbruch bei den Velser Dünen zur Nordsee weitgehend von Hand mit Schaufel und Schubkarre geschaffen werden. Die Arbeiter lebten unter erbärmlichen Umständen in Holzhütten aus Strandgut und Lehm oder in Erdlöchern. Wer das Glück hatte, in einer Scheune zu wohnen, musste Wuchermieten bezahlen. Krankheiten, Schlägereien und Alkoholmissbrauch waren an der Tagesordnung. Nach 11 Jahren am 1. November 1876 konnte der Kanal durch König Wilhelm III eröffnet werden. Die geplante Tiefe des Kanals war zu Anfang noch nicht gegeben und musste in den folgenden zwei Jahren noch mit Baggerschiffen ausgehoben werden. Das erste voll beladene Schiff, das Amsterdam ungehindert erreichen konnte, traf im Oktober 1878 ein. Zu der Zeit hatte der Kanal eine Sohlbreite von 27 Metern und die erforderliche Wassertiefe von rund sieben Metern.
Am westlichen Ende des Kanals entstand am Südufer die Hafenstadt IJmuiden (niederländisch für IJ-Mündung) mit den ersten zwei Schleusen. Auf Amsterdamer Seite wurde ein Damm mit einer Schleuse als Abschluss zur Zuiderzee errichtet. Auf Drängen der Stadt Amsterdam und der Binnenschiffer wurde die Anzahl der Schleusen auf drei erhöht und das Areal als Oranjesluizen bezeichnet.
Finanziell war der Kanal für die AMK kein Erfolg und sie musste die Konzession zurückgeben. Der niederländische Staat übernahm 1883 die Verantwortung für den Bau des Kanals. Zwischenzeitlich war die Nutzung des Kanals durch Seeschiffe ständig gestiegen und auch die Schiffe waren immer größer geworden, sodass ein Ausbau dringend erforderlich wurde. Neben der Verbreiterung und der Vertiefung der Kanaltrasse entstand bis 1896 eine dritte größere Schleuse in IJmuiden.

### Weiterer Ausbau des Kanals
Der Kanal hat das Wachstum des Amsterdamer Hafens sehr gefördert und dazu geführt, dass er beim Güterumschlag derzeit auf Platz vier in Europa liegt und nach Rotterdam Europoort der zweitgrößte Seehafen in den Niederlanden ist. Sein Ausbau war zunächst nur ausgelegt für das niederländische Hinterland. Erst durch den Bau und die Eröffnung des Amsterdam-Rhein-Kanals im Jahr 1952 kam die Ausrichtung des Hafens auch auf das internationale Hinterland hinzu. Mit dem 'Allgemeinen Ausbreitungsplan' (Algemeen Uitbreidingsplan) wurde in den 1950er Jahren das westliche Hafengebiet mit weiteren Becken ausgebaut und der Kanal vertieft. Dagegen verlor das alte Hafengebiet im Osten an Bedeutung und es entstanden dort ab 1990 neue Wohngebiete. Über die Jahre wurde der Kanal mehrfach vertieft und verbreitert (S. 20 in) und besitzt heute eine Sohlbreite von 170 Metern bei einer Oberflächenbreite von ca. 270 Metern. Die derzeitige Tiefe beträgt 15,10 Meter und ist damit die maximal mögliche Tiefe des Kanals, die durch die Scheitelpunkte der beiden Tunnelbauwerke bei Velsen vorgegeben ist. Der maximal zulässige Tiefgang für den Nordseekanal (Süßwasser) beträgt wegen des notwendigen Sicherheitsabstands 14,05 Meter. Dies entspricht einem Tiefgang in Salzwasser von 13,75 Meter.
| Ausbau des Nordseekanals | Ausbau des Nordseekanals | Ausbau des Nordseekanals |
| Jahr                     | Tiefe                    | Sohlbreite               |
| ------------------------ | ------------------------ | ------------------------ |
| 1876–1883                | 8,00 m                   | 27 m                     |
| 1889–1896                | 9,00 m                   | 25 m                     |
| 1897–1898                | 9,50 m                   | 36 m                     |
| 1902–1907                | 10,30 m                  | 50 m                     |
| 1929–1939                | 12,50 m                  | 75 m                     |
| Plan 1955                | 15,00 m                  | 100 m                    |
| 1960–1979                | 16,00 m                  | 170 m                    |

Quelle:

## Schleusenanlage IJmuiden

### Bau der Schleusenanlage

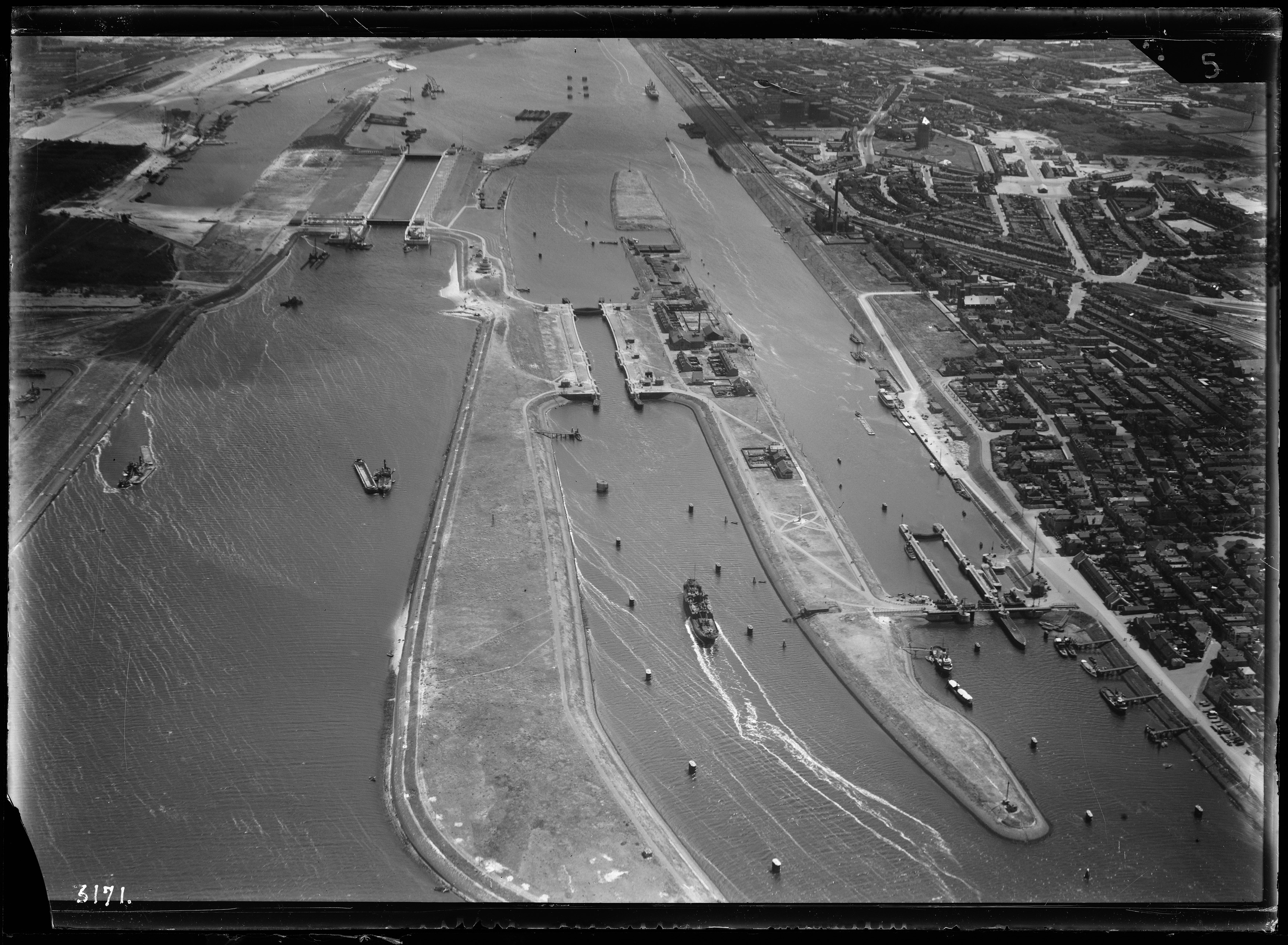
Schleusenanlage vor dem Zweiten Weltkrieg – noch ohne Brücken

Der seeseitige Abschluss des Nordseekanals wird durch die Schleusen von IJmuiden gebildet. Bei Eröffnung des Kanals 1876 standen zunächst nur zwei Schleusen (niederländisch sluizen = Plural von Sluis) zur Verfügung: die Kleine Schleuse (Kleine Sluis) mit 69 Meter Länge und die größere Südschleuse (Zuidersluis) mit 120 Meter Länge. Beide Schleusenkammern hatten an Ober- und Unterhaupt jeweils doppelte Stemmtore, damit bei Ebbe und bei Flut geschleust werden konnte. Maßgebend für die Tauchtiefen der Schiffe ist die Drempeltiefe der Schleusenhäupter, die bei Fertigstellung fünf bzw. acht Metern betrugen. Jedoch reichten die Abmessungen der Schleusenkammern nicht sehr lange aus, da immer mehr Schiffe mit über 120 Meter Länge in Dienst gestellt wurden. So sah man sich gezwungen nach nicht einmal zehn Betriebsjahren eine weitere, größere Schleuse zu planen. Um die Schiffe nicht zu starkem Seegang auszusetzen, sah der Entwurf den Versatz der neuen Schleuse um 470 Meter weiter ins Landesinnere vor. Dadurch entstand die erste Schleuseninsel mit der daran anschließenden nordöstlich gelegenen Großen Schleuse mit 225 Meter Kammerlänge. Diese 1896 eröffnete Schleuse besaß eine Drempeltiefe von 10 Metern. Wie bei den beiden anderen Schleusen wurden die Kammerwände gemauert und die Schleusenhäupter mit Doppelstemmtoren ausgerüstet. Bis zur Eröffnung der Panamakanalschleusen im Jahr 1913 blieb sie die größte Schleuse der Welt.
Aber auch die Große Schleuse wurde durch die weitere Zunahme der Schiffsgrößen zu klein, sodass 1909 erneute Planungen für eine Schleuse begannen. Ein Beschluss zum Bau der Nordschleuse (Noordersluis) erging aber erst 1921 und am 29. April 1930 konnte die offizielle Eröffnung der Schleuse durch Königin Wilhelmina erfolgen. Mit 400 Metern Länge, 50 Metern Breite und einer Drempeltiefe von 15 Metern war sie erneut und für lange Zeit die größte Schleuse der Welt. Das äußere Schleusentor lag nochmals 580 Meter weiter in Richtung Osten, um den Zugang zum Hoogovenhaven in IJmuiden nicht zu behindern. Nach Eröffnung der Nordschleuse erhielt die bisherige Große Schleuse 1930 ihren heutigen Namen Mittelschleuse (Middensluis).
Für die ungehinderte Zufahrt der großen Schiffe aus der Nordsee musste ein neuer Zugangskanal (Noorder Buitenkanaal) angelegt werden, wodurch die bis 1887 errichtete Festung im Bereich der Hafeneinfahrt zu einer Insel wurde. Die Nordschleuse war mit ihren Abmessungen für Schiffe bis 90.000 TDW ausgelegt, konnte aber nicht genutzt werden, da der Zufahrtskanal nicht die entsprechende Tiefe aufwies. Erst durch den Ausbau in den 1960er Jahren mit der Molenverlängerung erfolgte die Ausbaggerung auf 15 Meter Wassertiefe, sodass erst danach die Drempeltiefe der Nordschleuse für die Zufahrt genutzt werden konnte.
Erstmals erhielten die Verschlüsse Rolltore mit 53,5 Metern Breite und 20 Meter Höhe, die horizontal in seitlichen Torkammern verschoben werden. Aufgrund der hohen Biegebeanspruchung bei solch breiten Toren ergab sich eine Querschnittstiefe ('Dicke') von 7,30 Meter, sodass jedes Tor eine Masse von 1175 Tonnen aufweist.

### Renovierung der Schleusen

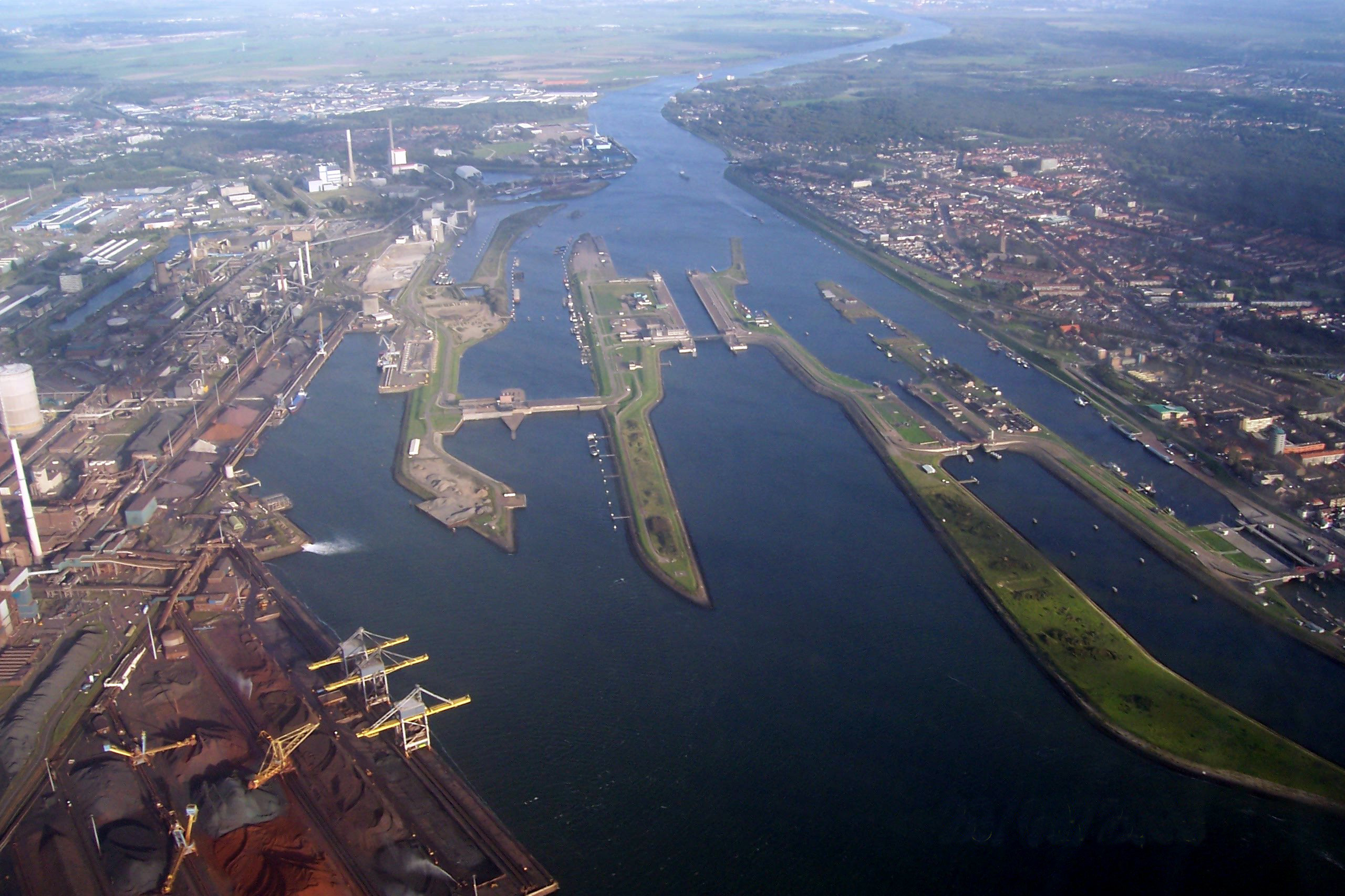
Schleusenanlage IJmuiden 2005

Zum Ende des 20. Jahrhunderts führte Rijkswaterstaat die letzte grundlegende Renovierung der Schleusenanlage durch, um die Anlage für weitere 50 Betriebsjahre zu ertüchtigen. Dabei wurde die komplette Elektrik mit den Steuerungen für die Schleusentore und die beweglichen Brücken erneuert.
Zwischen 1997 und 2001 erfolgte die Renovierung der beiden ältesten Schleusen. Die gemauerten Wände wurden saniert und durch Betonkonstruktionen verstärkt. Dies führte bei der Kleinen Schleuse zur Verkleinerung der Nutzbreite um einen Meter. Die Baumaßnahme konnte genutzt werden, um die Schleuse auf die neue nutzbare Länge der Südschleuse von 111 Metern zu verlängern. Alle alten Schleusentore wurden erneuert und mit hydraulischen Antrieben versehen. Die Sicherung der Schleusenhäupter an der Kleinen Schleuse führte zur Reduzierung der Drempeltiefe auf 3,75 Metern, wodurch diese vorwiegend für die Freizeitschifffahrt zur Verfügung steht.
Bei den Inspektionen vor Renovierung der Mittelschleuse (1992 bis 1997) ergab sich ein guter Gesamtzustand, sodass im Wesentlichen die Antriebe der Schleusentore auf hydraulische Zylinder umgestellt wurden. Durch die Verstärkung der Schleusentore mussten auch ihre Drehpunkte entsprechend angepasst werden.
Bei der Nordschleuse mussten die Betonwandungen saniert werden, um kriegsbedingte Beschädigungen zu beseitigen. Die vorhandenen drei alten Schleusentore von 1929 wurden komplett ersetzt. Gleichzeitig wurden die Rollbahnen am Grund der Schleusenhäupter und die Rollwagen, auf denen die Tore laufen, sowie die Antriebstechnik erneuert. Das vierte Rolltor benötigte nur eine Revision, da es aus den 1970er Jahren stammte. Damals ereigneten sich zwei Kollisionen mit den Toren kurz hintereinander, sodass man den Beschluss zum Bau eines vierten Tors gefasst hatte.
Für sämtliche Schleusentore der vier Schleusen sind jeweils Reservetüren der verschiedenen Typen vorhanden, um für Wartungen oder bei Beschädigungen umgehend Ersatz einbauen zu können. Die stark beanspruchte Nordschleuse hat zur Wartung der Rolltore ein separates und heute überdachtes Tordock. Dieses liegt innerhalb der Schleusenkammer am seeseitigen Schleusenhaupt und beinhaltet eines der Reservetore. Durch ein Ballastsystem mit Luftkammern können die Tore zum Schweben gebracht werden, um mit Schlepperhilfe von der Torkammer in das Tordock verbracht zu werden. Das vierte Rolltor lagert im 3. Rijksbinnenhaven bei Velsen. Ein Türwechsel erfolgt(e) regelmäßig alle vier bis sechs Jahre.

### Bau der Neuen Seeschleuse

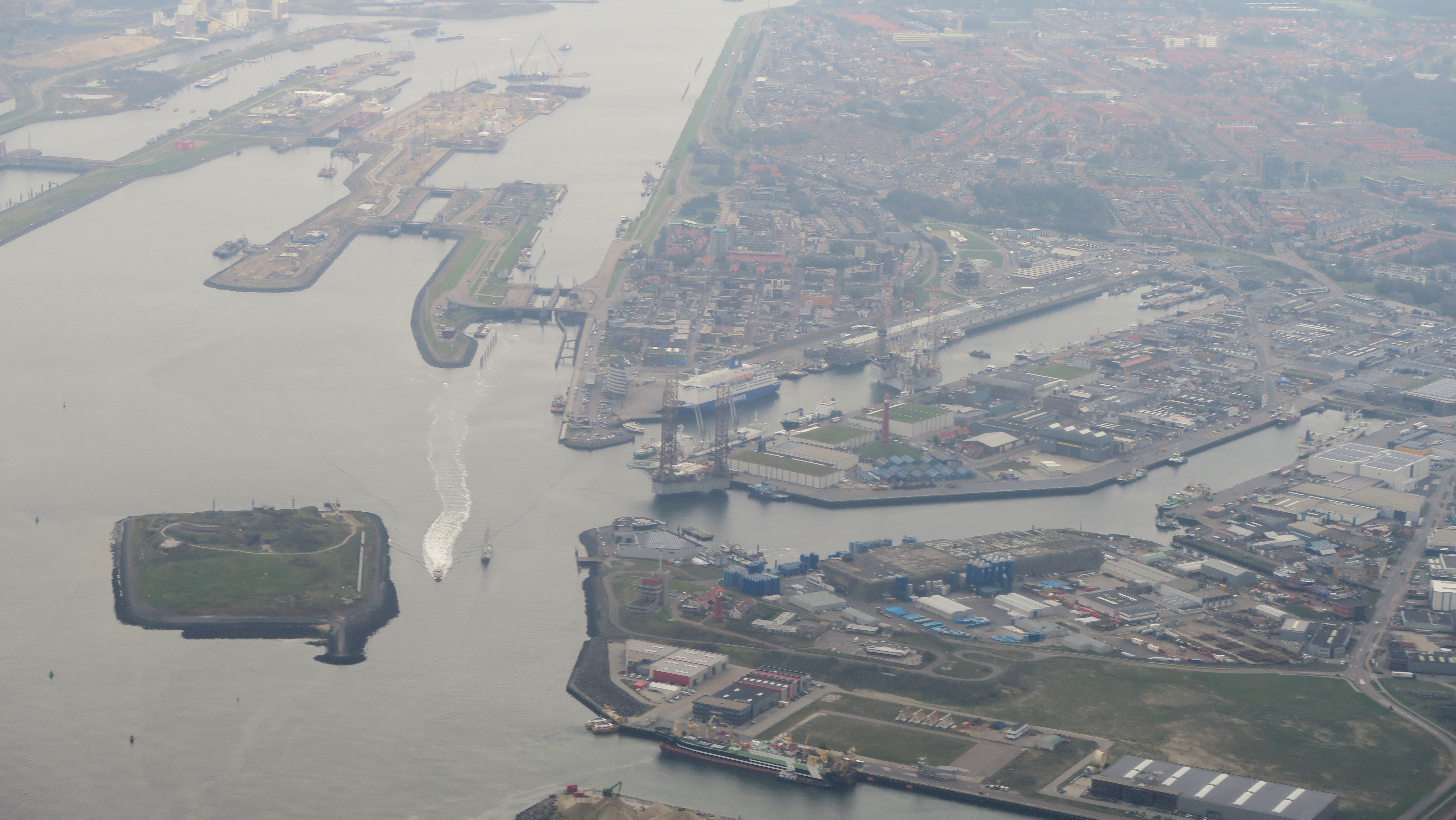
Schleusenanlage mit Baustelle Neue Seeschleuse 2017

Im Jahr 2029 wird die Nordschleuse 100 Jahre alt und erreicht allmählich das Ende ihrer Lebensdauer. Sie war für den Hafen und das Kreuzfahrtterminal von Amsterdam extrem wichtig, denn 80 % der Gesamtfracht wurde durch sie bewältigt, ein Ausfall konnte nicht riskiert werden. Daneben ist die Schleuse allmählich zu klein geworden für die größten Containerschiffe und die Kammerbreite reicht nicht mehr für die neuesten 'Riesen' der Kreuzfahrtschiffe. Um eine 'Abwanderung' der Seeschiffe nach Rotterdam zu vermeiden und die Entwicklung des Hafens nicht zu beschränken, fasste Rijkswaterstaat den Entschluss, eine ganz neue Schleuse zu bauen. Die Neue Seeschleuse sollte mit den Hauptabmessungen: 500 Meter Länge, 70 Meter Breite und 18 Meter Tiefe die größte Schleuse der Welt werden und die 'alte' Nordschleuse um 100 Meter in der Länge und 20 Meter in der Breite übertreffen. Die Drempeltiefe von 18 Meter entspricht der Wassertiefe im nördlichen Zufahrtskanal (Noorderbuitenkanaal). Dadurch sollten Schiffe mit dem maximal zulässigen Tiefgang für den Nordseekanal künftig auch bei Ebbe in die Schleuse einfahren können und nicht mehr auf Flut warten müssen.
Der Neubau der Schleuse erfolgte südlich der Nordschleuse auf der Insel zur Mittelschleuse, die zu diesem Zweck in Richtung Osten erweitert wurde. Obwohl für die Bauausführung nur wenig Platz vorhanden war, sollte der Schleusenbetrieb an den vorhandenen Schleusen möglichst unterbrechungsfrei weitergeführt werden. Über die Zukunft der Nordschleuse wollte Rijkswaterstaat später eine Entscheidung treffen.
Die Ausschreibung zur Neuen Seeschleuse verlangte nicht ein Bauwerk, sondern eine Dienstleistung im Sinne einer PPP (Public-private-Partnership), die aus der Planung, dem Bau, der Finanzierung und dem Unterhalt einer neuen Schleuse besteht (DBFM-Projekt Design-Built-Finance-Maintenance). Den Zuschlag von sechs Bietern erhielt im September 2015 das Konsortium OpenIJ, ein Joint Venture aus den niederländischen Baukonzernen Royal BAM Group und VolkerWessels sowie sechs Finanzinvestoren. Der Vertrag sollte über insgesamt 30 Jahre laufen, von denen 4 für den Bau und 26 für den Unterhalt vorgesehen waren.

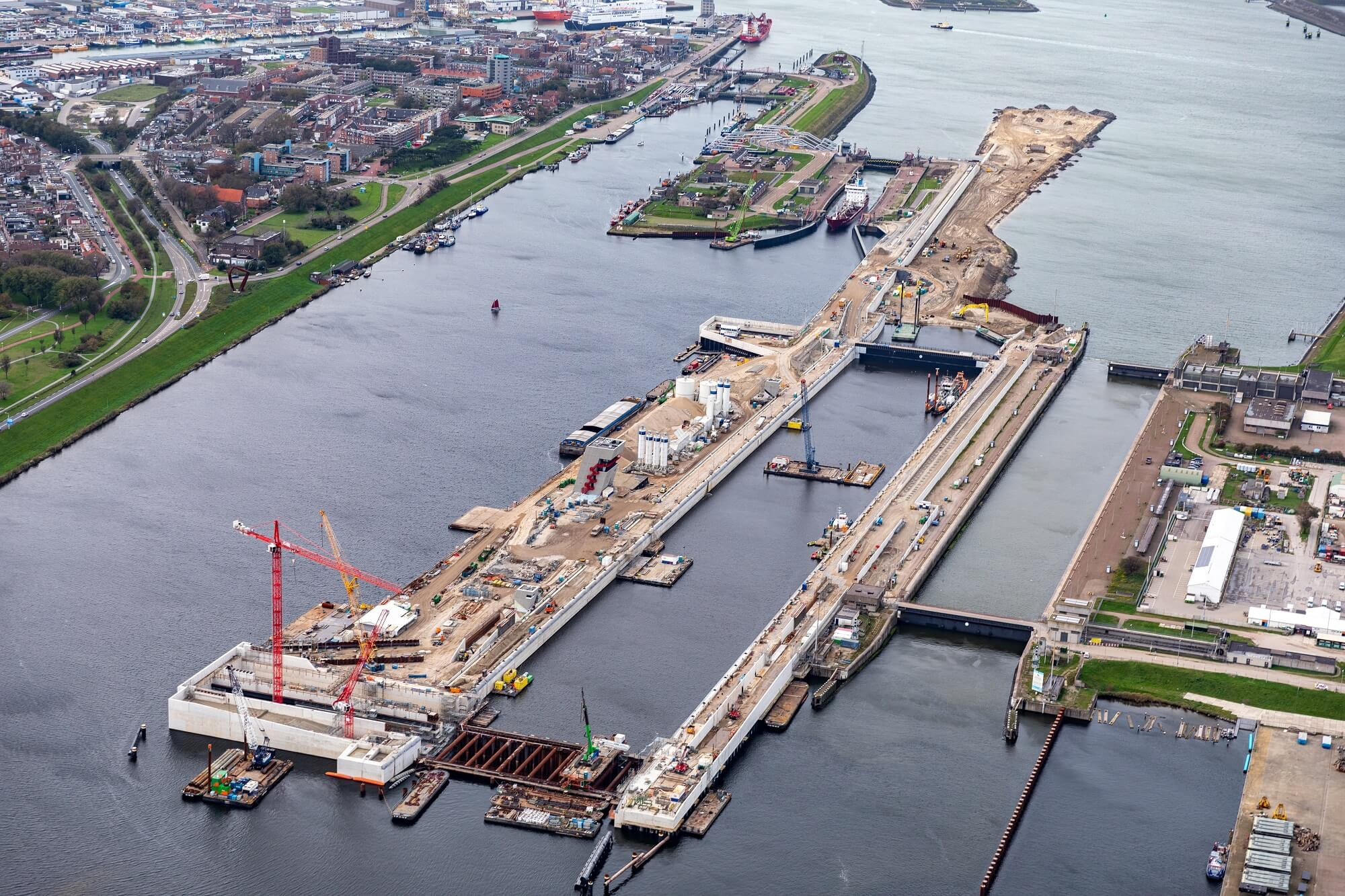
Die Schleuse während der Bauphase

Die Planungsarbeiten des Baukonsortiums ergaben für die beiden Schleusentore eine gleich große Ausführung, wodurch beide für die Hochwassersicherheit dienen können. Außerdem erspart die gleiche Ausführung der Tore das Vorhalten eines weiteren Ersatztors, sodass nur drei Schleusentore angefertigt werden mussten. Gegenüber der Nordschleuse wurde auf Torumläufe, die das überschüssige Wasser abführen, verzichtet und stattdessend dieses durch die Tore hindurchgeleitet. Dies sollte Baukosten und Bauzeit einsparen. Um tiefe Baugruben für den Bau der beiden Torkammern zu vermeiden, wurden diese als Senkkästen (Caissons) ausgeführt. Die im Hochbau errichteten Kammern wurden anschließend pneumatisch in den Baugrund abgesenkt. Neben dem geringeren Risiko für die vorhandene Baustruktur wurde durch diese Bauweise auch eine umfangreiche Pfahlgründung der Torkammern vermieden.
Die Bauausführung begann im Jahr 2016, das anfänglich für die Eröffnung geplant war. Das kanalseitige Schleusenhaupt (Ost) sollte zwei Torkammern aufweisen, da dort das Reservetor untergebracht werden sollte. Dadurch ist dieses Bauwerk 80 Meter lang, 55 Meter breit und 25 Meter hoch – doppelt so groß wie das andere. Die Abmessungen der drei Schleusentore betragen: 72 Meter Länge und 24 Meter Höhe. Bei 11 Meter Breite hat ein Tor eine Masse von 2.900 Tonnen. Die Tore wurden in Südkorea gebaut und kamen auf dem Seeweg zunächst nach Rotterdam, wo sie auf der Maasvlakte 2 zu Wasser gelassen wurden. Nach Drehung um 90 Grad konnten sie in ihrer vorgesehenen Einbaulage die restlichen 80 km schwimmend nach IJmuiden geschleppt werden, wo das erste Tor im Dezember 2018 ankam.
Nach dem verzögerten Baustart war als Termin der Fertigstellung das Jahr 2020 vorgesehen. Im Juli 2018 gab Rijkswaterstaat bekannt, dass sich der Fertigstellungstermin um 27 Monate verzögert, sodass frühestens im Januar 2022 mit der Eröffnung gerechnet wurde. Ursache war die notwendige Umplanung mit Verstärkung und Aussteifung der 7 Meter dicken Torkammerwände, weil – nach gutachterlicher Stellungnahme – deren Stabilität während des Absenkvorgangs um 23 Meter als nicht ausreichend angesehen wurde. Dafür ist die bei Caissons unübliche, nicht geschlossene Bauweise verantwortlich, die oben und seitlich (Toröffnung) offen ist.

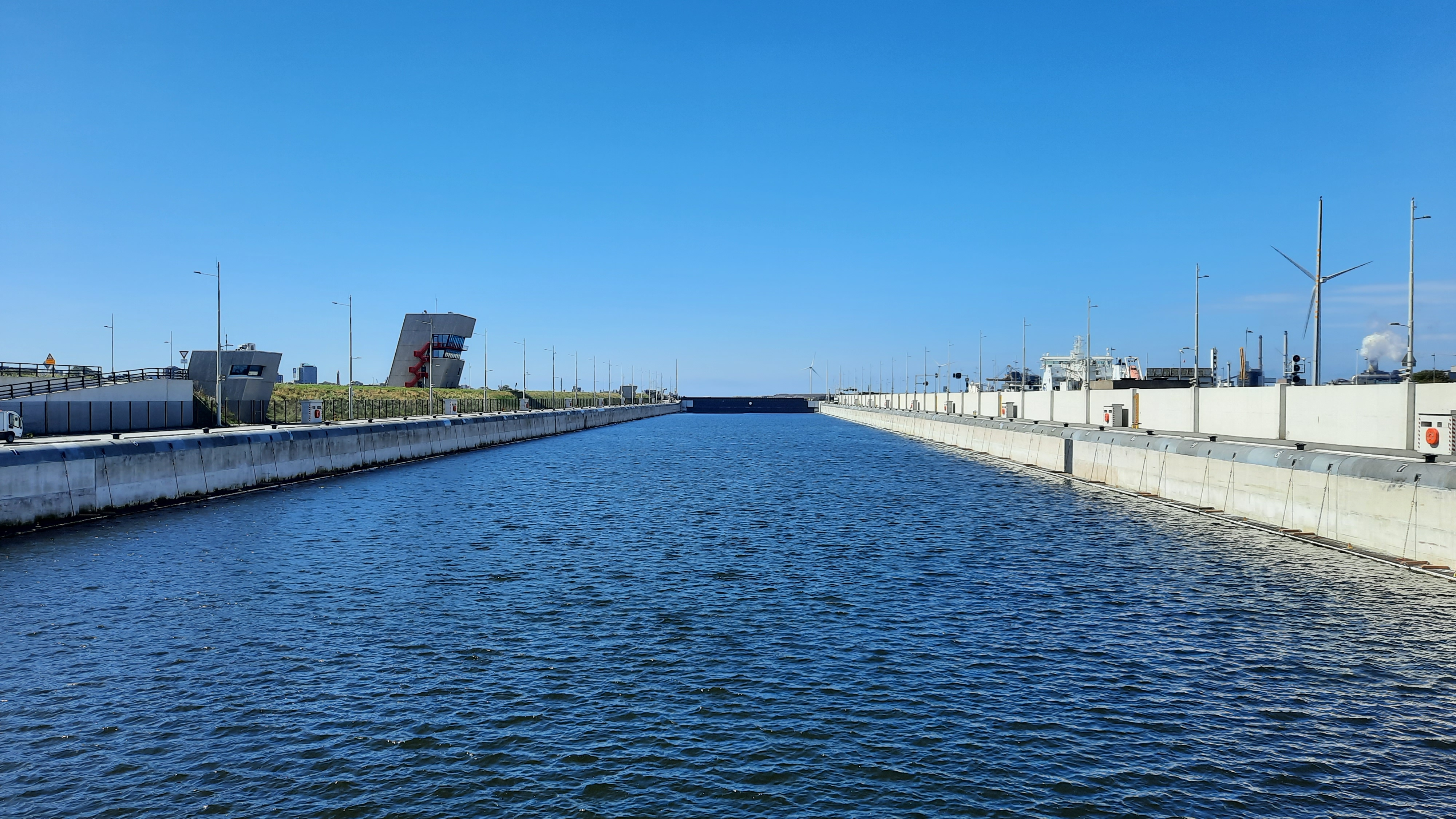
Die fertige Zeesluis IJmuiden 2023

Die gesamten Kosten des Projekts waren durch OpenIJ auf 350 Millionen Euro beziffert worden. Sie lagen damit um 100 Millionen unter dem nächsten Bieterkonsortium. Die Kosten sollten zu 75 % durch den niederländischen Staat getragen werden. Weitere Kostenträger sind die Stadt Amsterdam, die Hafenverwaltung GHA (Gemeentelijk Havenbedrijf Amsterdam), die Provinz Nordholland und die Gemeinde Velsen.
Die Verzögerungen und Mehrkosten durch die Konstruktionsfehler beim Bau der Torkammern betrugen 200 Millionen Euro und müssen durch das Konsortium abgeschrieben werden, da die Regierung einen Kostenausgleich ablehnte. Jedoch fielen Mehrkosten an für die Beseitigung von im Untergrund vorgefundenen Rohren, Kabeln und Bunkern. Auch der Weiterbetrieb der alten Nordschleuse erzeugte Kosten bei Rijkswaterstaat. Als Gesamtkosten ging man Stand 2019 von fast 900 Millionen Euro aus.
Die Europäische Kommission beteiligte sich im Rahmen des Programms Trans-European Transport Network (TEN-T) mit 1,75 Millionen Euro.
Im November 2020 gab Rijkswaterstaat den offiziellen Namen der neuen Schleuse bekannt: „Seeschleuse IJmuiden“ (Zeesluis IJmuiden).
Die Eröffnung erfolgte Ende Januar 2022.

### Hochwasserschutz
Der Schleusenkomplex von IJmuiden ist Teil des primären Hochwasserschutzsystems der Niederlande und muss auch gegen die Sturmfluten der Nordsee gesichert sein. Daher wurden die letzten Renovierungsarbeiten an den Schleusen auch dazu genutzt, die Schleusenanlage mit den Schleuseninseln auf den aktuellen Stand zum Hochwasserschutz an der niederländischen Nordseeküste zu bringen. Für IJmuiden und die Schleusenanlage wurde eine Mindesthöhe von NAP +7,50 Meter als notwendig berechnet, weil dabei unter Sturmflutbedingungen keine signifikanten Überhöhungen aufgrund von Wellen auftreten. Darin ist der Anstieg des Meerwasserspiegels wegen der weltweit zu beobachtenden Klimaveränderungen mit 0,25 Meter berücksichtigt.
An der Neuen Seeschleuse wird der Ausbau gegen Hochwasser auf eine Höhe von NAP +8,85 Meter erfolgen, wodurch diese eine der höchsten Hochwasserschutzanlagen (Waterkering) in den Niederlanden sein wird. Zum Vergleich beträgt die NAP-Höhe der 22 Meter hohen Tore des Maeslant-Sperrwerks im Nieuwe Waterweg fünf Meter über NAP. Die neuen Höhen zum Hochwasserschutz sind in der folgenden Tabelle enthalten.

### Schleusenabmessungen
Zum Vergleich der Abmessungen enthält diese Tabelle die Größen der Panamakanalschleusen und der anderer Großschleusen.
| Name der Schleuse                    | Jahr der Inbetriebnahme | Nutz-Länge [Meter] | Breite [Meter] | Drempeltiefe [Meter] | Schleusenhaupt über NAP | Torhöhe über NAP |
| ------------------------------------ | ----------------------- | ------------------ | -------------- | -------------------- | ----------------------- | ---------------- |
| Kleine Schleuse                      | 1876                    | 69                 | 12             | 0005,40              |                         |                  |
| neu ab                               | 1999                    | 111                | 11             | 0003,75              | 7,80                    | 4,85             |
| Südschleuse                          | 1876                    | 120                | 18             | 0007,75              |                         |                  |
| neu ab                               | 2001                    | 105                | 18             | 0008,00              | 7,85                    | 4,85             |
| Mittelschleuse                       | 1896                    | 225                | 25             | 0010,00              | 7,10                    | 5,85             |
| neu ab                               | 1996                    | 200                | 25             | 0010,00              | 7,85                    | 5,85             |
| Nordschleuse                         | 1929                    | 400                | 50             | 0015,00              | 6,00                    | 5,85             |
| Neue Seeschleuse                     | 2022                    | 500                | 70             | 0018,00              | 8,85                    |                  |
| zum Vergleich                        |                         |                    |                |                      |                         |                  |
| Panamakanal alt                      | 1914                    | 304                | 033,5          | 12                   |                         |                  |
| Schleuse François I. (Port du Havre) | 1971                    | 401                | 67             | 0022,50              |                         |                  |
| neu Neopanmax                        | 2016                    | 427                | 55             | 0018,30              |                         |                  |
| Nieuwe Sluis Terneuzen               | 2024                    | 457                | 55             | 0016,44              |                         |                  |
| Pierre Vandammesluis                 | 1984                    | 500                | 57             | 0018,50              |                         |                  |
| Berendrechtsluis                     | 1989                    | 500                | 68             | 0013,50              |                         |                  |
| Kieldrechtsluis                      | 2016                    | 500                | 68             | 0017,80              |                         |                  |

## Weitere Schleusen

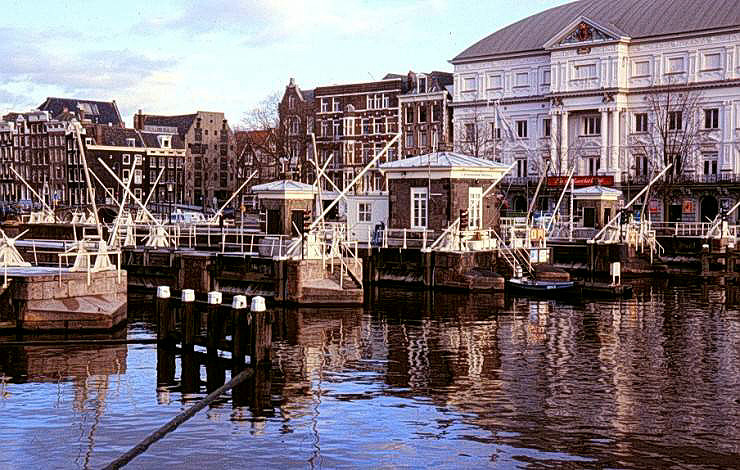
Amstelschleusen in Amsterdam

Am östlichen Ende des Nordseekanals bei Schellingwoude liegen die Oranjeschleusen. Sie werden hauptsächlich von der Binnen- und Freizeitschifffahrt genutzt, um über das Außen-IJ zum Markermeer und weiter in das IJsselmeer zu fahren. Die seit Eröffnung des Kanals bestehenden drei Schleusen von 67 bzw. 90 Meter Länge wurden 1995 um eine vierte Schleuse ergänzt. Durch die 200 Meter lange Willem-Alexander-Schleuse können nun in der Berufsschifffahrt deutlich größere Frachtschiffe eingesetzt werden.
In Höhe des Amsterdamer Hauptbahnhofs liegt auf der Nordseite des Binnen-IJ die Willem I Sluis als Einfahrtstor zum Nordhollandkanal, der in Richtung Alkmaar durch Nordholland und nach Den Helder führt. Weitere Schleusen befinden sich an den Enden der Seitenkanäle.
Der in Amsterdam mit gleichem Wasserstand anschließende Amsterdam-Rhein-Kanal verfügt an seinem südlichen Ende über drei große Doppelschleusen zum Lek und zum Waal, damit die Fracht- und Schubschiffe ihre Ziele am Rhein und an der Maas erreichen können.
An der Amstel innerhalb der Stadt Amsterdam liegen die Amstelschleusen (Amstelsluizen). Die Schleusenanlage mit fünf Schleusenkammern war im 17. Jahrhundert gebaut worden, um die Amstel gegenüber dem Tidegeschehen im IJ abzuriegeln. Mit Abschluss der Bauarbeiten am Nordseekanal war die Anlage ihrer Funktion beraubt. Sie wurde grundlegend renoviert und den neuen Anforderungen angepasst. Heute stehen die Schleusentore meistens offen und geben mehrere Durchfahrtsöffnungen frei. Nur bei extremen Wasserstandsunterschieden werden die Tore geschlossen. Die Schleuseninseln mit den alten Dienstgebäuden und den markanten "Bäumen" zur Bewegung der Tore sind ein Nationalmonument der Niederlande.

## Seitenkanäle

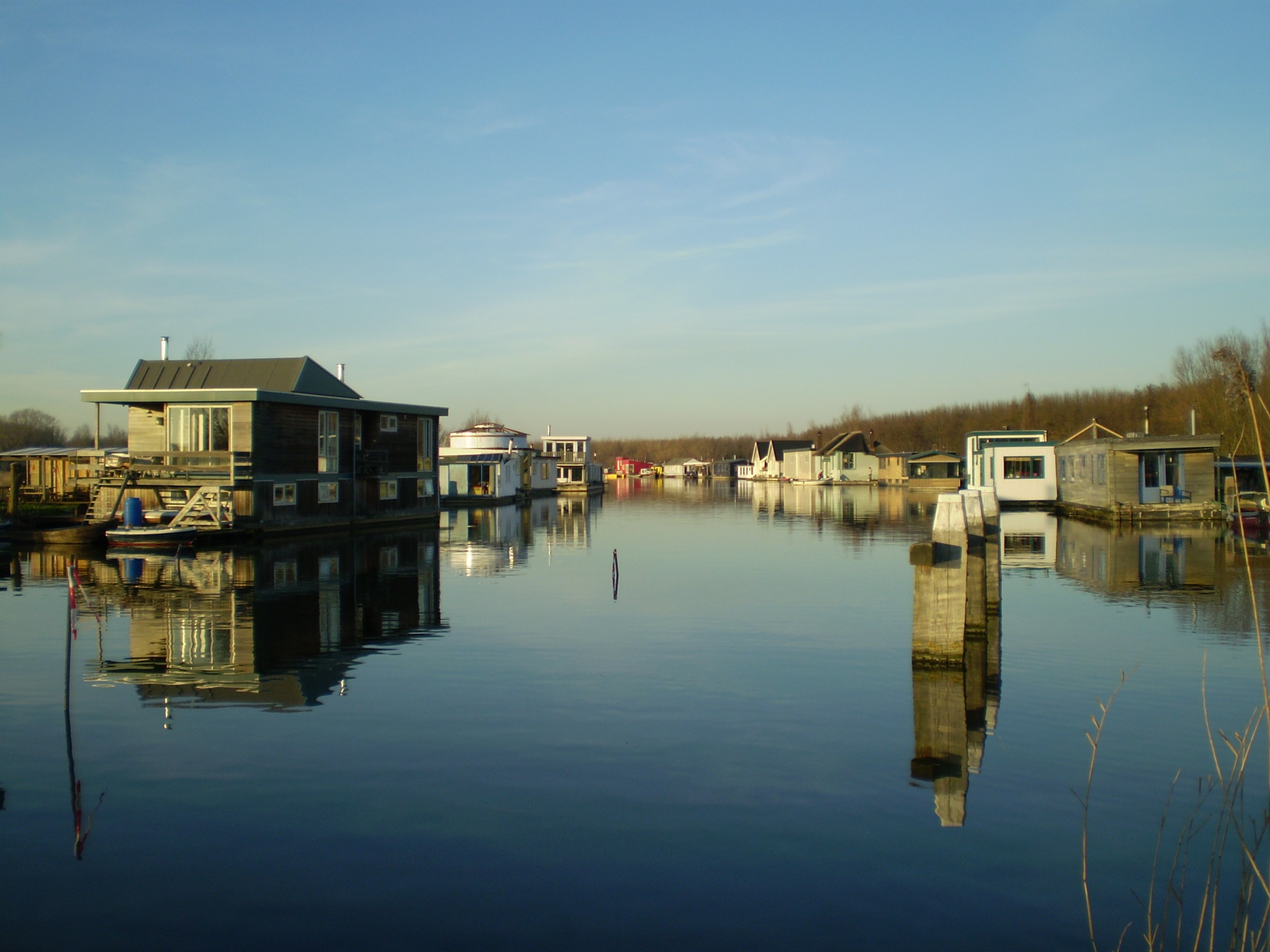
Wohnboote auf dem inzwischen geschlossenen Seitenkanal B

An den Ufern der IJ-Bucht endeten vor der Einpolderung verschiedene Kanäle, die der Schifffahrt zum IJ und der Entwässerung der tiefer liegenden Landesteile dienten. Um diese Funktionen zu erhalten, mussten diese Kanäle bis zur neuen Kanaltrasse verlängert werden. Mit dem Bau des Kanals wurden insgesamt zehn Seitenkanäle nördlich und südlich der Trasse angelegt und mit den Buchstaben A bis K bezeichnet ( Seite 26).
- Seitenkanal A (nördlich bei km 5) ist ein Kilometer lang und führt zum Hafen von Beverwijk De Pijp, der schon im 16. Jahrhundert am Wijkermeer angelegt wurde. Der schmale Seitenzweig Ringvaart ist heute nur noch mit Wohnbooten belegt. Ursprünglich war dieser Abzweig für die Inundierung des Festungsrings von Amsterdam vorgesehen.
- Seitenkanal B (südlich bei km 7,5) war beim Bau drei Kilometer lang und verlief entlang des ehemaligen Deichs am IJ nach Spaarndam. Beim Bau der Autobahn A9, die auf halber Strecke den Seitenkanal auf einem Damm überquert, wurde der Kanal geteilt und nicht mehr nutzbar. Der nördliche Teil ist Bestandteil des Erholungsgebiets Spaarnwoude und endet am Ufer des Nordseekanals mit einem Damm. Der südliche Teil dient heute beidseits als Liegeplatz für Wohnboote und kann vom Spaarndamer IJ erreicht werden.
- Seitenkanal C (südlich bei km 10) ist die zweite Verbindung zur Spaarne zwischen Buitenhuizen und Spaarndam mit 3,5 Kilometern Länge. Buitenhuizen lag auf einer Landzunge, die von Norden zwischen IJ und Wijkermeer ragte. Beim Kanalbau musste diese Halbinsel durchbrochen werden. Das westliche Ufer des Seitenkanals C ist die Verlängerung des alten IJ-Deichs bis zum Spaarndamer IJ, einem nicht eingepolderten Teil der alten IJ-Bucht. Für die wichtige Wasserverbindung über die Spaarne nach Haarlem und den südlichen Landesteilen befindet sich in Spaarndam die Große Schleuse (Grote Sluis). Parallel dazu erfolgt über den Boezemkanaal eine wichtige Entwässerung der Polder des Wasserverbands Rijnland über ein großes Schöpfwerk (Gemaal), das bis zu 38 m³ pro Sekunde um 60 cm heben kann.
- Seitenkanal D (nördlich bei km 12) führt über einen Kilometer zum Jachthafen von Nauerna. Mit einer Schleuse wird der alte Entwässerungskanal Nauernasche Vaart angeschlossen, der rund 10 Kilometer nach Norden bis an die Zaan reicht.
- Seitenkanal E (nördlich bei km 14) ist ein 500 Meter langer Ableitungskanal des Pumpwerks Overtoom in Westzaan-Süd, das bis zu 3 m³ pro Sekunde in den Kanal fördern kann. Eine kleine Schleuse stellt hier die Verbindung zu den Kanälen in und um Westzaan her.
- Seitenkanal F (südlich) war ein Abflusskanal für das historische Pumpwerk in Halfweg am Ringkanal, der den Polder von Haarlemmermeer umschließt. Bis auf einen kurzer Rest am alten Pumpwerk wurde der größte Teil des Kanals beim Bau der Hafenflächen zwischen Afrikahafen und Amerikahafen zugeschüttet. Ein neuer Kanal leitet das Wasser zum neuen Pumpwerk (Boezemgemaal Halfweg), das 33 m³ pro Sekunde in den Amerikahafen fördern kann. Nördlich des historischen Pumpwerks befinden sich noch drei alte Schleusen von 1560 ohne Funktion.
- Seitenkanal G (nördlich bei km 16,5) reicht zusammen mit der Voorzaan rund 2,5 Kilometer bis an den Damm der Zaan in Zaandam. Dort sind zwei Schleusen für die wichtige Verbindung der Berufsschifffahrt nach Nordholland vorhanden. Zwischen den beiden Schleusen liegt das Pumpwerk der Zaan (Zaangemaal) zur Entwässerung der Polder im Gebiet des Wasserverbands Hollands Noorderkwartier, das bis zu 25 m³ pro Sekunde fördern kann. Rund vier Kilometer nördlich von Zaandam liegt das Freilichtmuseum Zaanse Schans mit seinen vielen typischen Windmühlen.
- Seitenkanal H (nördlich bei km 17) führt westlich des Noorder IJpolder, dem letzten Polder beim Bau des Nordseekanals, zum Entwässerungspumpwerk am Barndegat.
- Seitenkanal I (nördlich bei km 21,5) zweigt vom Binnen-IJ ab und ist kein gegrabener Kanal, sondern ein Rest der IJ-Bucht. Mit dem Kanal erhielt die Werft am Oustzaaner Overtoom einen Zugang zum Nordseekanal. Am Eingang dieses Seitenkanals liegen zwei Seitenhäfen.
- Seitenkanal K (nördlich) liegt am Ende des Binnen-IJ und bindet den Hafen von Nieuwendam über eine Schleuse an.

Ein weiterer Kanal ist der nördlich nach Zaandam abzweigende Schiethavenkanaal, der industriell genutzt wird und in Verbindung zum Seitenkanal G steht. Zwischen den beiden Seitenkanälen I und K liegt gegenüber dem Amsterdamer Hauptbahnhof die Einfahrt zum Nordhollandkanal – auch als Seitenkanal J bezeichnet – mit ursprünglich zwei Schleusen. Derzeit ist nur die größere Willem I Sluis in Betrieb. Der letzte Abzweig ist der Amsterdam-Rhein-Kanal, der am Ende des Kanals an den Oranjeschleusen für die Binnenschiffe in Richtung Süden und nach Deutschland führt.

## Wasserhaltung

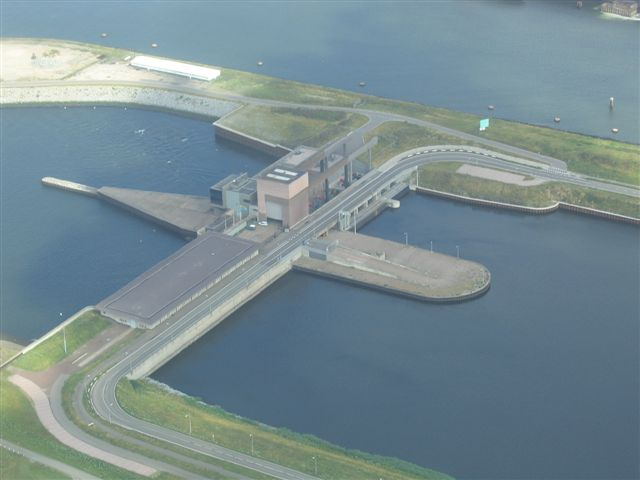
Siel und Pumpwerk (rechts) von IJmuiden

Der Nordseekanal ist nicht nur ein Schifffahrtskanal, sondern dient auch der Entwässerung der umgebenden und tiefer liegenden Landflächen. Dadurch gelangen pro Jahr insgesamt 2 Milliarden m³ Wasser über die Seitenkanäle in den Kanal. Zusätzlich wird bei jedem Schleusenvorgang das Überstandswasser aus den Schleusen in den Kanal geleitet. Besonders durch die stets höheren Wasserstände im Lek am Ende des Amsterdam-Rhein-Kanals gelangen weitere 1 Milliarde m³ Wasser in das Kanalsystem.
Insgesamt müssen 3 Milliarden m³ Wasser pro Jahr aus dem Kanalsystem entfernt werden, damit der Wasserstand im Kanal auf einem Niveau von NAP -0,40 Meter gehalten werden kann. Zur Abführung des überschüssigen Wassers im Kanal legte man in den 1940er Jahren in IJmuiden zwischen Nordschleuse und Hochofenhafen einen separaten Durchleitungskanal (Spuikanaal) mit einem Sielbauwerk an. Das Siel hat heute ein maximales Abfuhrvermögen von 900 m³ pro Sekunde. Um die Leistungsfähigkeit der Ableitung zu erhöhen, wurde 1975 die Anlage um ein Pumpwerk (Gemaal) ergänzt, das heute ein Pumpvermögen von maximal 260 m³ pro Sekunde besitzt. Damit ist es das größte Pumpwerk der Niederlande.
Ein weiteres Problem ist das Eindringen von Nordseewasser, das bei Flut durch die Schleusungsvorgänge in IJmuiden in den Kanal eindringt. Durch die Vermischung mit Salzwasser entsteht im Kanal Brackwasser, das für einen weiteren Gebrauch nicht verwendbar ist, denn die Versalzung des Kanals schadet der Natur, der Landwirtschaft und dem Gartenbau sowie der Trinkwasserversorgung in der Nähe des Nordseekanals. Zur Reduzierung der Auswirkungen der Versalzung der landwirtschaftlich genutzten Böden wird aus dem Amsterdam-Rhein-Kanal Wasser entnommen und durch Pumpwerke in diese Landesteile geleitet.

## Kanalquerungen
Für die Überquerung der Kanaltrasse wurden Brücken und Tunnel gebaut sowie Fährdienste eingerichtet. Alle Fähren sind für Personen und Radfahrer kostenfrei zu benutzen. Wegen der Nutzungsmöglichkeit der Tunnel sind für Kraftfahrzeuge auf den Fähren Gebühren zu entrichten. Die Brücken über die Schleusen in IJmuiden sind kostenfrei nutzbar. Der LKW-Verkehr mit Gefahrgütern darf die Tunnel nicht passieren und muss eine Fähre oder die Brücke am Außen-IJ anfahren. Nach dem Rückbau der beiden Eisenbahnbrücken sind heute keine Brücken mehr zwischen IJmuiden und Amsterdam vorhanden. Derzeit (2019) gibt es sechs Straßentunnel und drei Bahntunnel, die unter dem Kanal hindurchführen. Die einzigen festen Querungen, die für Radfahrer freigegeben sind, befinden sich an den beiden Enden des Kanals.

### Brücken

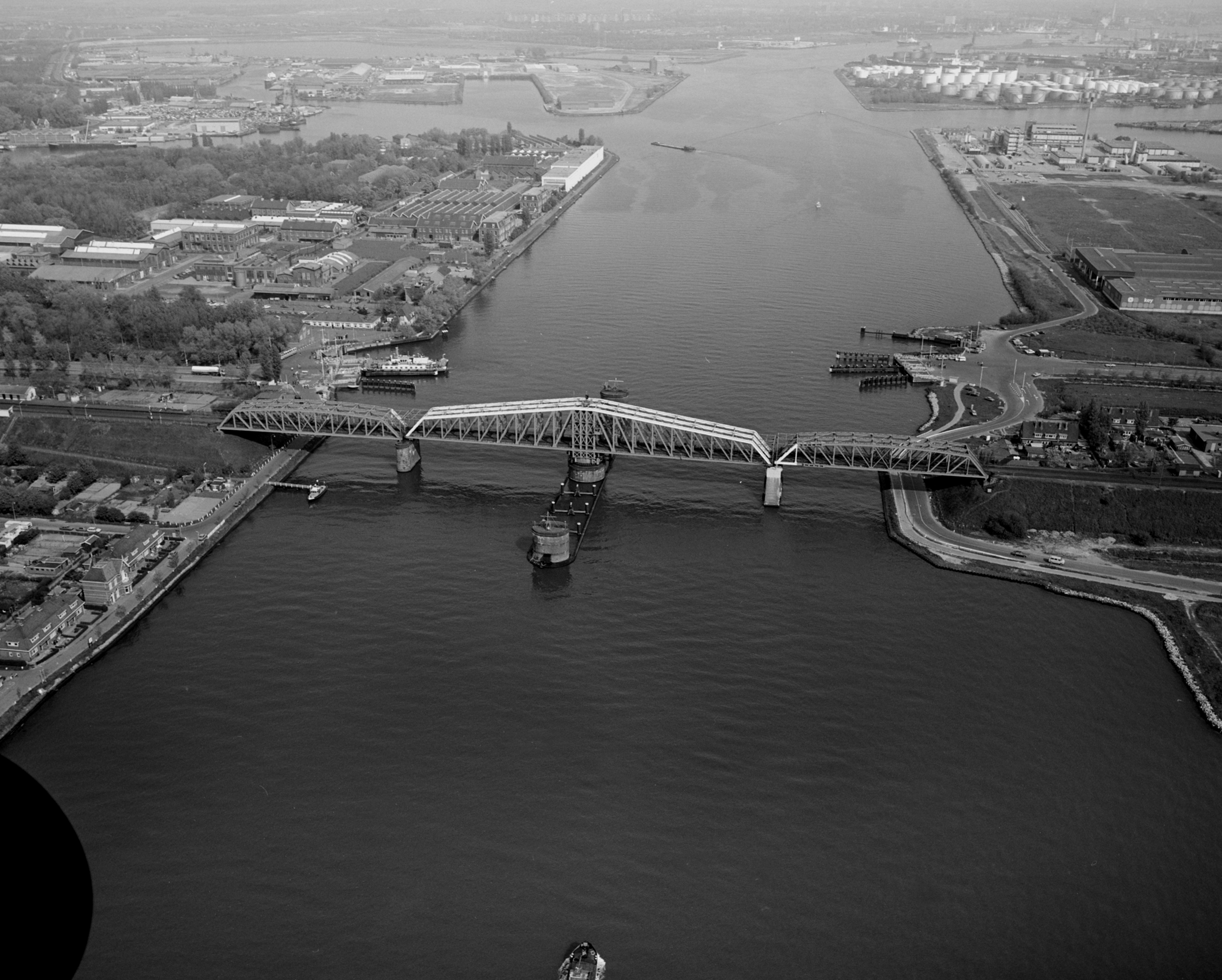
Hembrug – Eisenbahnbrücke Zaandam

- Die Schleusenbrücken IJmuiden (km 0) überqueren alle vier Schleusen. Die Verbindung wurde aber erst 1954–1956 geschaffen, um den Fährverkehr zu entlasten. Süd- und Kleine Schleuse erhielten zunächst eine gemeinsame Bailey-Brücke mit fester und daher beschränkter Durchfahrtshöhe. Diese wurde später durch zwei Drehbrücken über den beiden Schleusenzufahrten ersetzt. Die Mittelschleuse erhielt Doppel-Drehbrücken an Ober- und Unterhaupt und an der Nordschleuse wurden Fahrbahnen auf beiden Rolltoren für den Verkehr angelegt. Während der Bauzeit der Neuen Seeschleuse steht diese Verbindung aber für den Fahrzeugverkehr nicht zur Verfügung.
- Die Velserspoorbrug (km 2,5) war die große Drehbrücke bei Velsen für die Eisenbahnstrecke von Haarlem nach Alkmaar. Sie wurde nach dem Bau des Velserspoortunnels 1957 entfernt.
- Die Hembrug (km 15,5) war die Drehbrücke an der Eisenbahnstrecke von Amsterdam nach Zaandam und Den Helder. Sie wurde nach dem Bau des Hemtunnels 1983 entfernt.
- Die Schellingwouder Brücke ist eine 2-spurige Straßenbrücke, die seit 1957 hinter den Oranjeschleusen über das Außen-IJ führt. Ein Teil der Brückenkonstruktion ist als Klappbrücke ausgeführt, um eine Schifffahrtsöffnung freizugeben.

### Tunnel

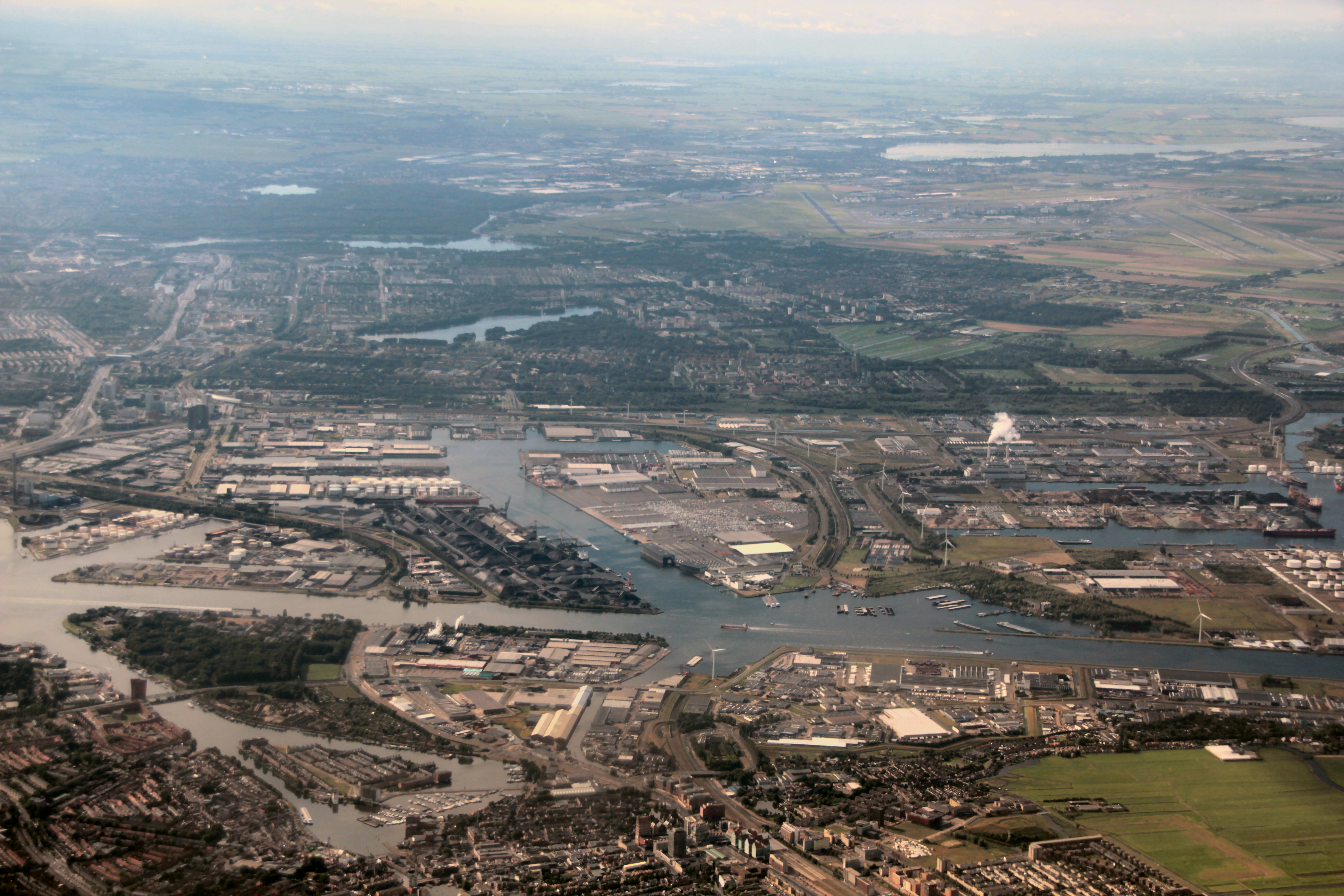
Hemtunnel – Autobahntunnel Zaandam

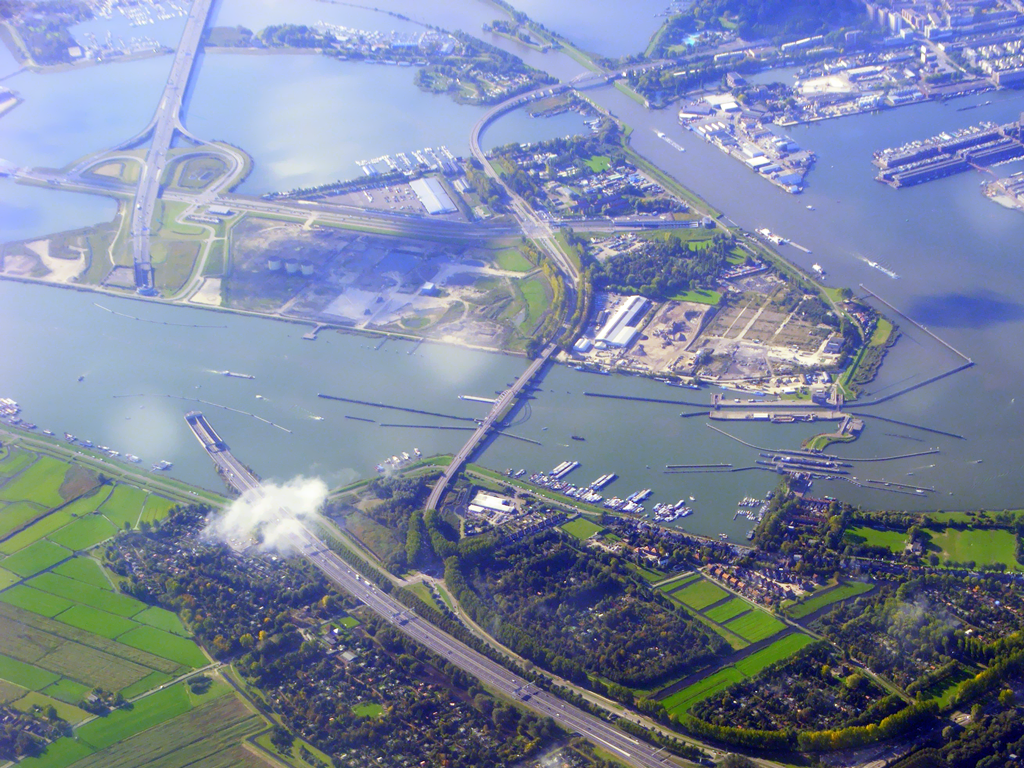
Oranjeschleusen mit Schellingwouder Brücke und Zeeburgertunnel – Abzweig zum Amsterdam-Rhein-Kanal

- Der Velserspoortunnel (km 4) ist der Ersatz für die Drehbrücke. Die 2-gleisige Eisenbahnstrecke wurde weiter nach Osten verlegt und führt nun durch einen 3.300 Meter langen Tunnel. Der Bau erfolgte 1952 bis 1957 gleichzeitig mit dem Straßentunnel und der Verbreiterung des Kanals. Die Tunneloberkante auf NAP -16,38 m ist maßgebend für die maximal mögliche Tiefe des Nordseekanals.
- Der Velsertunnel (km 4) liegt direkt östlich neben dem Eisenbahntunnel. Der 1.664 Meter lange 4-spurige Straßentunnel ist Bestandteil der heutigen Autobahn A22.
- Der Wijkertunnel (km 5) wurde zur Entlastung des Velsertunnels in den Jahren 1993–1996 gebaut. Der 4-spurige Autobahntunnel der Autobahn A9 hat eine Länge von 2.000 Meter.
- Der Hemspoortunnel (km 15) ist der 2.400 Meter lange Ersatz für die Drehbrücke. Der 1983 eröffnete Tunnel hat wegen des größeren Güterverkehrs ein drittes Gleis.
- Der Coentunnel West (km 17,5) verbindet als Autobahn A10 seit 1966 die Stadt und den Hafen Amsterdam mit dem nördlichen Industriegebiet Zaanstreek. Nach Eröffnung des östlichen Tunnels und der Renovierung des Westtunnels werden alle vier Fahrspuren als Richtungsfahrbahn nach Süden genutzt.
- Der Coentunnel Ost ist die Ergänzung des Westtunnels, um den gestiegenen Fahrzeugverkehr auf dem Autobahnring Amsterdam zu bewältigen. Der 2013 eröffnete Tunnel liegt unmittelbar neben dem alten Tunnel und hat die gleiche Länge von 1280 Meter. Er besteht aus zwei Röhren mit 2+4 Fahrbahnen. Die westliche Röhre mit 2 Fahrbahnen, die direkt neben dem alten Tunnel liegt, kann nach Verkehrslage wechselseitig als Richtungsfahrbahn frei gegeben werden.
- Der IJtunnel (km 24) ist ein 4-spurige Straßentunnel der Staatsstraße S116 mit einer Länge von 1.682 Metern. Östlich des Hauptbahnhofs ersetzt er die überlastete Fährverbindung in den Amsterdamer Norden.
- Der Zeeburgertunnel ist die 1990 eröffnete Ostspange der Autobahn A10 unter dem Außen-IJ von 946 Metern Länge.
- Der Metro-Tunnel Amsterdam verläuft seit 2018 unter dem Hauptbahnhof und dem Binnen-IJ nach Norden in Seitenlage zum Nordhollandkanal.

### Fähren

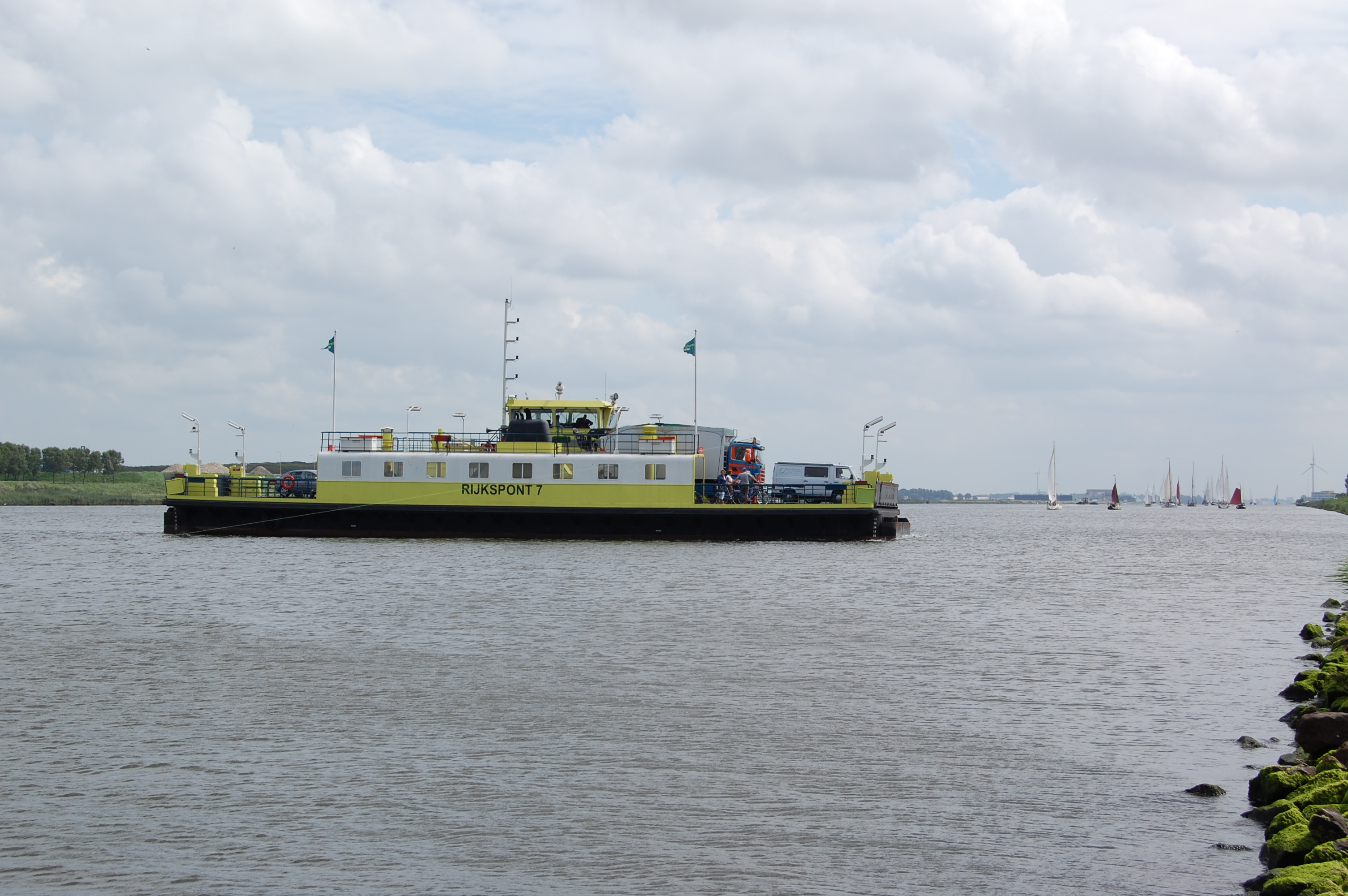
Autofähre bei Buitenhuizen

Am Nordseekanal sind drei Fährverbindungen (veerponten) eingerichtet, die rund um die Uhr (24/7) die Strecken bedienen und regelmäßig ablegen. Als Betreiber fungiert die Stadtverkehrsgesellschaft von Amsterdam (GVB Gemeentevervoersbedrijf). Die Fährschiffe sind größer als die in Amsterdam fahrenden Fähren, da von ihnen auch der Schwerlastverkehr aufgenommen werden muss, der die Tunnel nicht passieren kann. Auch der Transport von Gefahrgütern muss über diese Fähren erfolgen.
- Fähre Velsen (Velserpont): verbindet Velsen-Süd mit Velsen-Nord (km 4)
- Fähre Buitenhuisen (Buitenhuizenpont): fährt zwischen Buitenhuizen und Nauerna (km 10)
- Hemfähre (Hempont): verkehrt zwischen dem westlichen Hafengebiet von Amsterdam am Nieuwe Hemweg und der Hemkade in Zaandam (km 15)

Der Verkehr wurde bis 2021 durch in den 1930er-Jahren gebaute Fähren aufrechterhalten. Seit 2021 werden die Fähren durch elektrisch angetriebene Fähren der NZK-Serie ersetzt. Das Ersatzprogramm soll 2023 abgeschlossen werden.[veraltet]
Weitere Fähren von GVB überqueren das Binnen-IJ im Stadtgebiet von Amsterdam. Hauptanlegestelle ist nördlich des Hauptbahnhofs (Amsterdam Centraal) an der Ruijterkade, um Fußgänger und Radfahrer in die nördlichen Stadtteile zu bringen. Mehrere Fährboote sorgen für eine permanente Verbindung (Hauptverkehrszeit alle 4 Minuten), die auch in der Nacht alle 15 Minuten aufrechterhalten wird. Seit 2016 werden die IJ-Fähren mit Dieselantrieb sukzessive ersetzt durch neue Hybrid-Fähren mit Elektroantrieb. Bis 2021 wurden sieben Hybridfähren in Dienst gestellt. Mit 33,60 Meter Länge sind diese größer als die alten und können bis zu 310 Personen transportieren. Derzeit erfolgt die Erzeugung der elektrischen Energie durch einen effizienten Dieselmotor mit Generator, um die Batterien zu laden. Damit ist der Betrieb leiser und sauberer als mit den alten Dieselmotoren, aber noch nicht emissionsfrei. Der Wunsch bzw. das Ziel der Stadt Amsterdam und der GVB ist die völlige Emissionsfreiheit, sobald die entsprechende Technologie bereitsteht.

## Trivia
- Der niederländische Schriftsteller Connie Braam schrieb einen historischen Roman über die Arbeit am Nordseekanal, De Woede van Abraham (deutsch: „Die Wut Abrahams“).